# Palais Güell
Pour les articles homonymes, voir Güell.
Le Palais Güell (en catalan : Palau Güell) est l'une des réalisations de l'architecte Antoni Gaudí à Barcelone qui sont inscrites depuis 1984 sur la liste du patrimoine mondial de l'Unesco sous la dénomination « Œuvres d’Antoni Gaudí ».

## Histoire

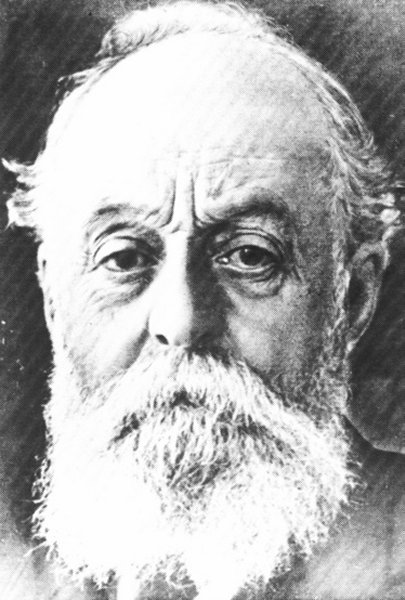
Eusebi Güell en 1915

Le Palais Güell a été construit entre 1886 et 1891 pour le riche industriel Eusebi Güell. Une des difficultés principales que Gaudí a dû surmonter est l'exiguïté relative du terrain (500 mètres carrés), en plein centre-ville, dans une rue adjacente à la Rambla, la carrer Nou de la Rambla où habitait déjà la famille Güell. Il a donc organisé certaines pièces sur plusieurs niveaux, tirant même parti de la terrasse où il a disposé vingt cheminées de conduits ou de ventilation, de formes extravagantes et de tailles différentes, recouvertes de céramique ; elles font également office de bouches d'aération et de puits de lumière. 
La façade de l'immeuble, délibérément austère contrairement à un intérieur somptueux, s'orne de deux curieuses portes cochères à voûtes paraboliques, ornées de grilles en fer forgé aux dessins complexes. Ces portes ont d'ailleurs fait débat à l'époque de par leur originalité.
L'intérieur est organisé autour d'un vestibule central qui s'élève jusqu'à la coupole parabolique, percée d'ouvertures en forme d'étoiles qui diffusent la lumière à l'intérieur. La coupole est surmontée d'une lanterne d'une hauteur de 15 mètres, de forme conique, recouverte de pierre sablonneuse vitrifiée. Quatre claires-voies, s'élançant à partir de la terrasse et en forme d'arcs paraboliques, servent à éclairer la coupole et à ventiler le grenier. Les arcs paraboliques encadrent également les portes fermées par des grilles qui permettent aux occupants d'observer l'extérieur sans être visibles. Les tympans des portes en fer forgé incorporent les initiales d'Eusebi Güell. 
La distribution des pièces se divise en un sous-sol, un rez-de-chaussée, un étage noble, deux étages supérieurs et une terrasse. Les pièces sont isolées des bruits de la rue. Le sous-sol et le rez-de-chaussée servent pour les chevaux et les voitures. L'étage noble est réservé à la vie sociale, tandis que les étages supérieurs sont privés, la famille au deuxième et le personnel au troisième.
Gaudí conçoit une façade dépouillée et rectiligne en pierre calcaire. Seule la tribune de l'étage noble se démarque. Elle supporte la seule décoration de la façade (outre les portes et les garde-corps), des sculptures en forme de fleur.

## Protection
Eusebi Güell  vécut 20 ans au palais, avant de s'installer au parc Güell. Le palais fut vendu en 1945 à la députation de Barcelone, à la condition de n'être jamais détruit ou modifié.
Le Palais Güell fait l’objet d’un classement en Espagne au titre de bien d'intérêt culturel depuis le 24 juillet 1969 sous le n° RI-51-0003821.
Depuis 1984, il est inscrit, conjointement avec six autres œuvres d'Antoni Gaudí, au Patrimoine mondial de l'Unesco. Ceux-ci « témoignent de la contribution créative exceptionnelle de Gaudí au développement de l’architecture et des techniques de construction à la fin du XIXe et au début du XXe siècle ».

## Postérité
Le bâtiment a servi de lieu de tournage en 1975 pour le film Profession : reporter avec Jack Nicholson et Maria Schneider.

## Galeries

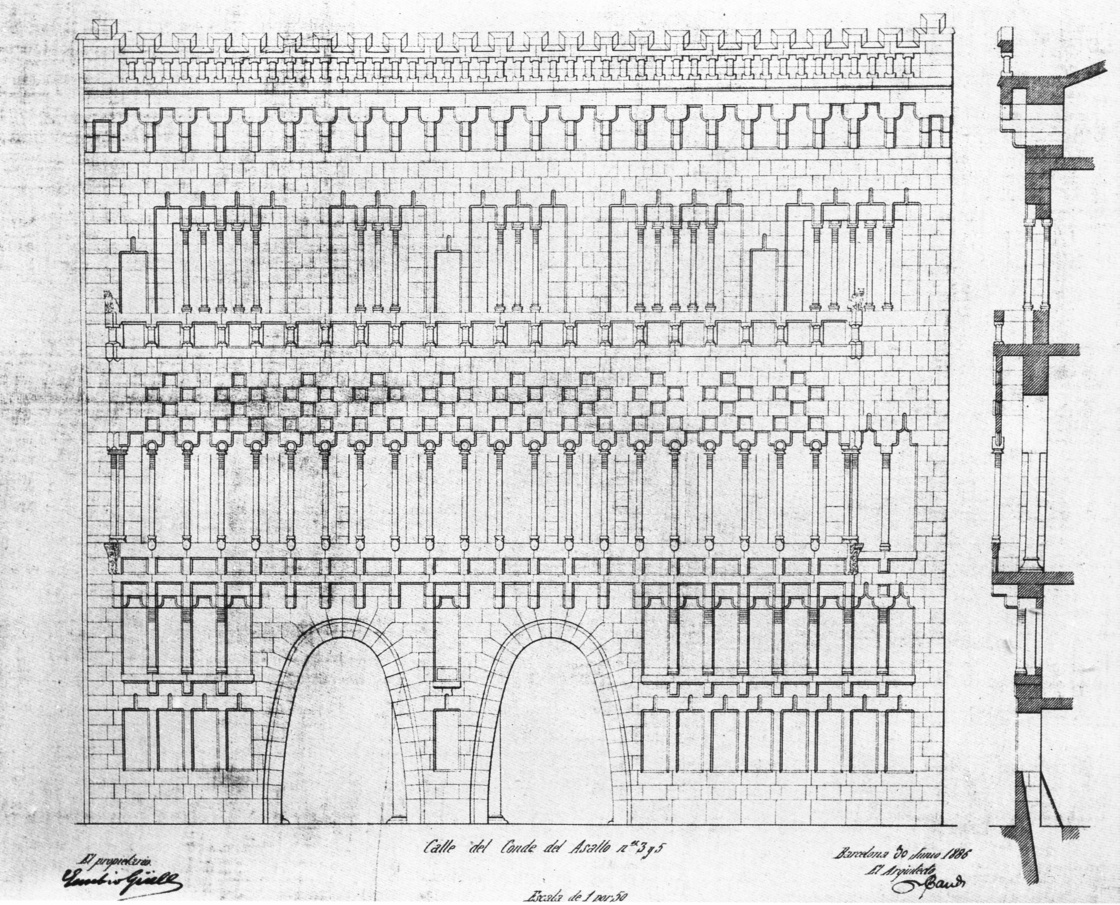
Dessin de la façade par Gaudí en 1886.
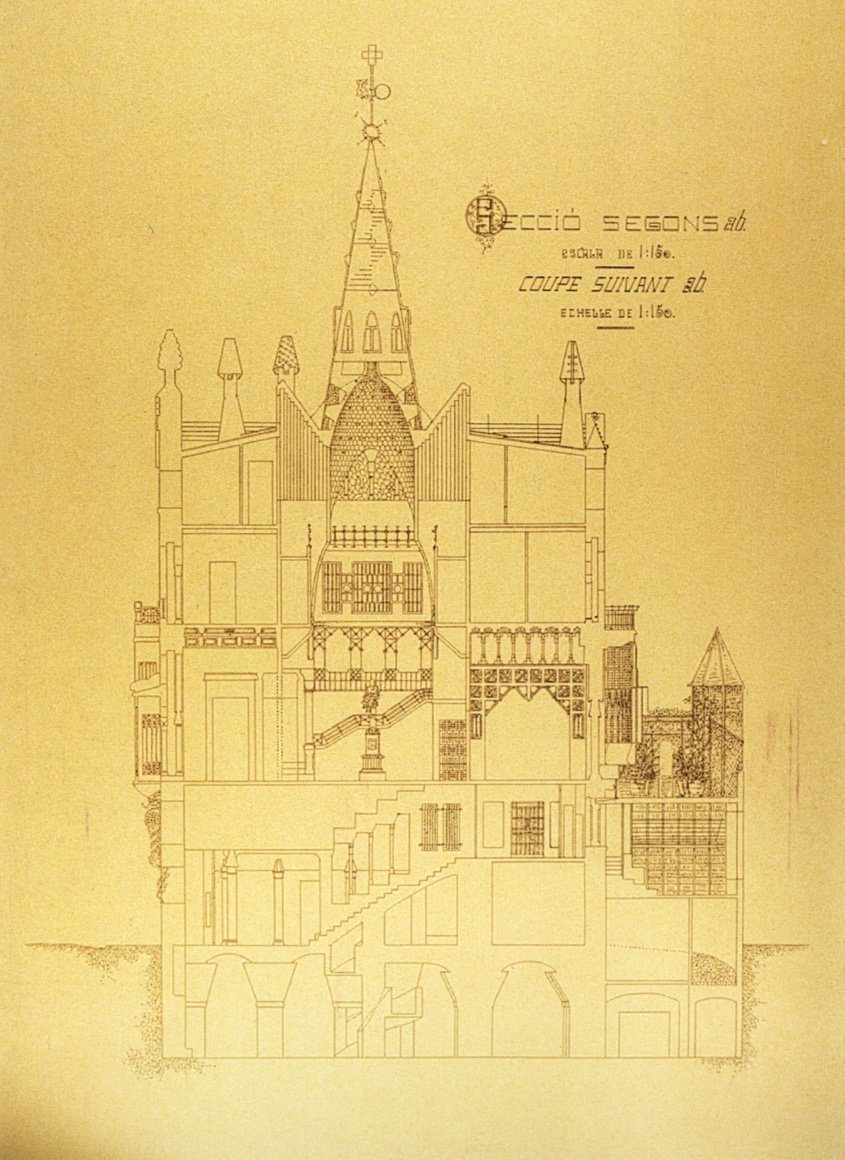
Dessin en coupe d'Alsina Arús (1910).
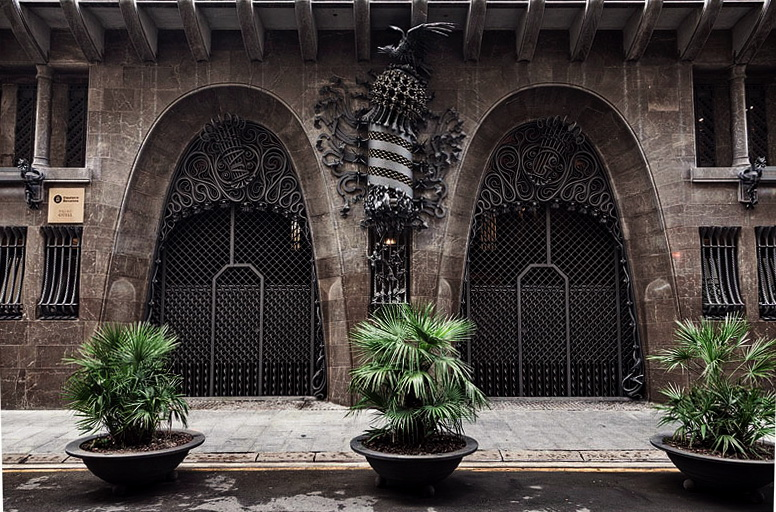
Entrées principales du Palais Güell.
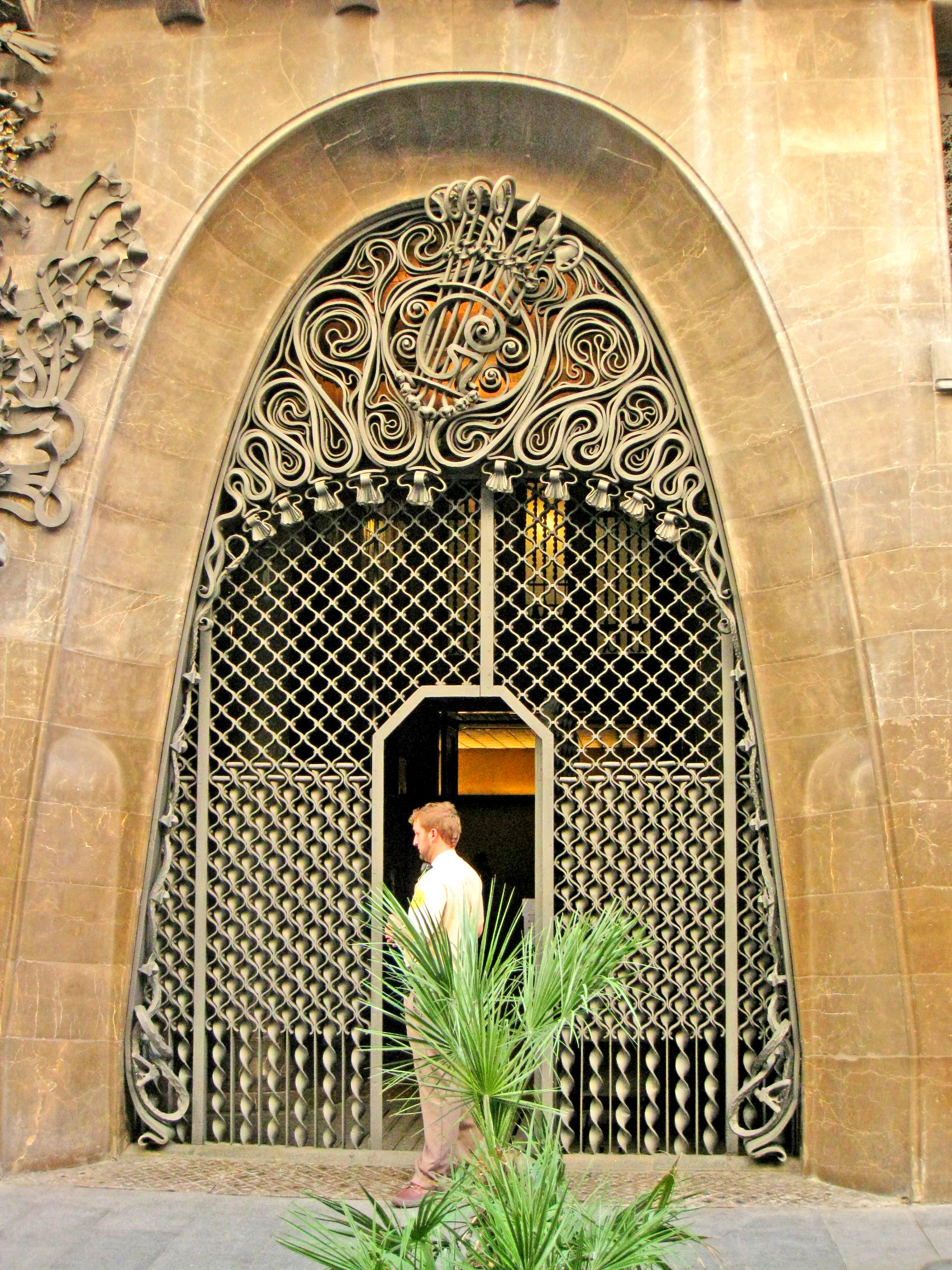
Vue de la porte d'entrée de droite, avec son arc parabolique et ses ornements en fer forgé.
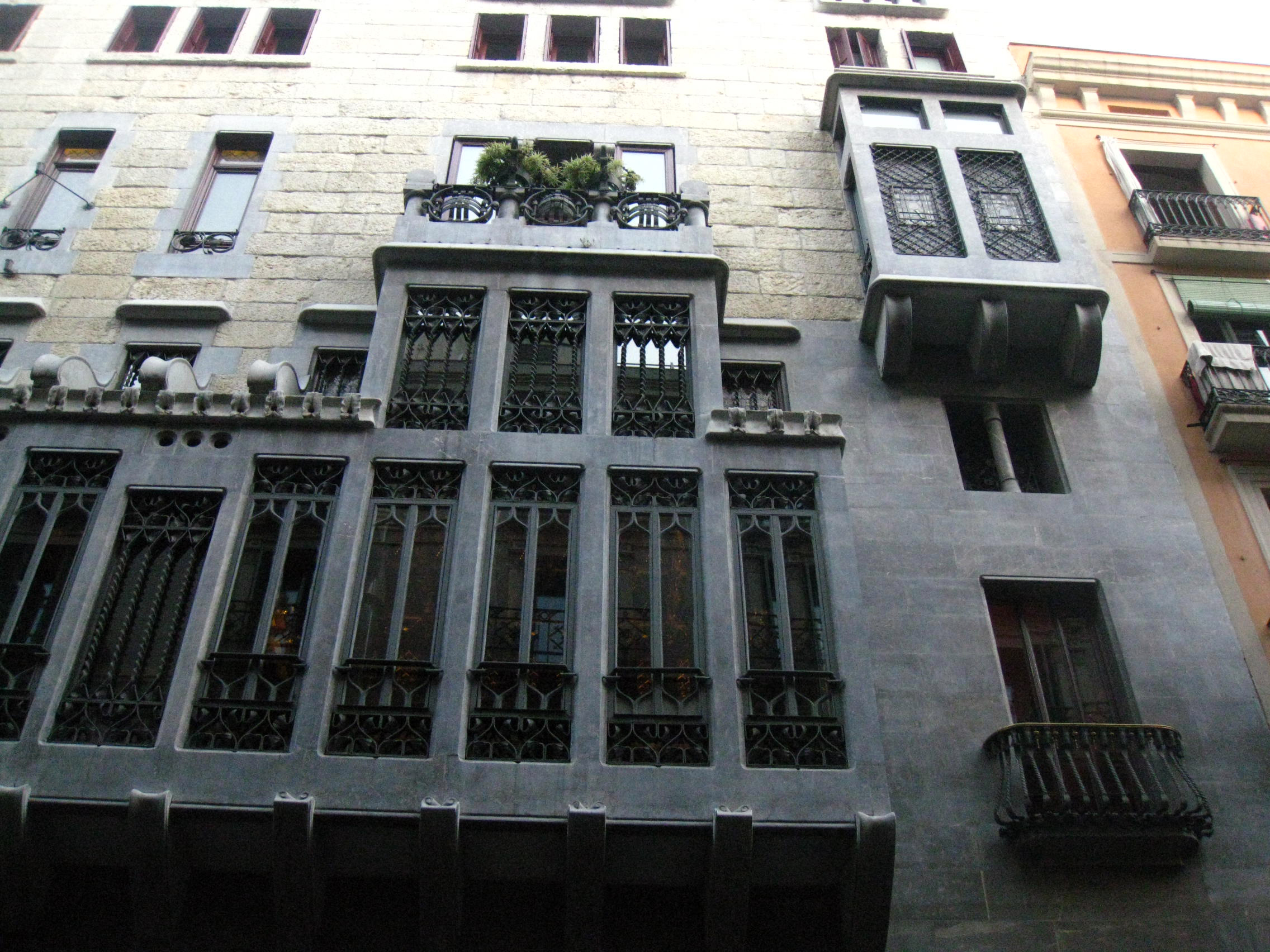
Façade.
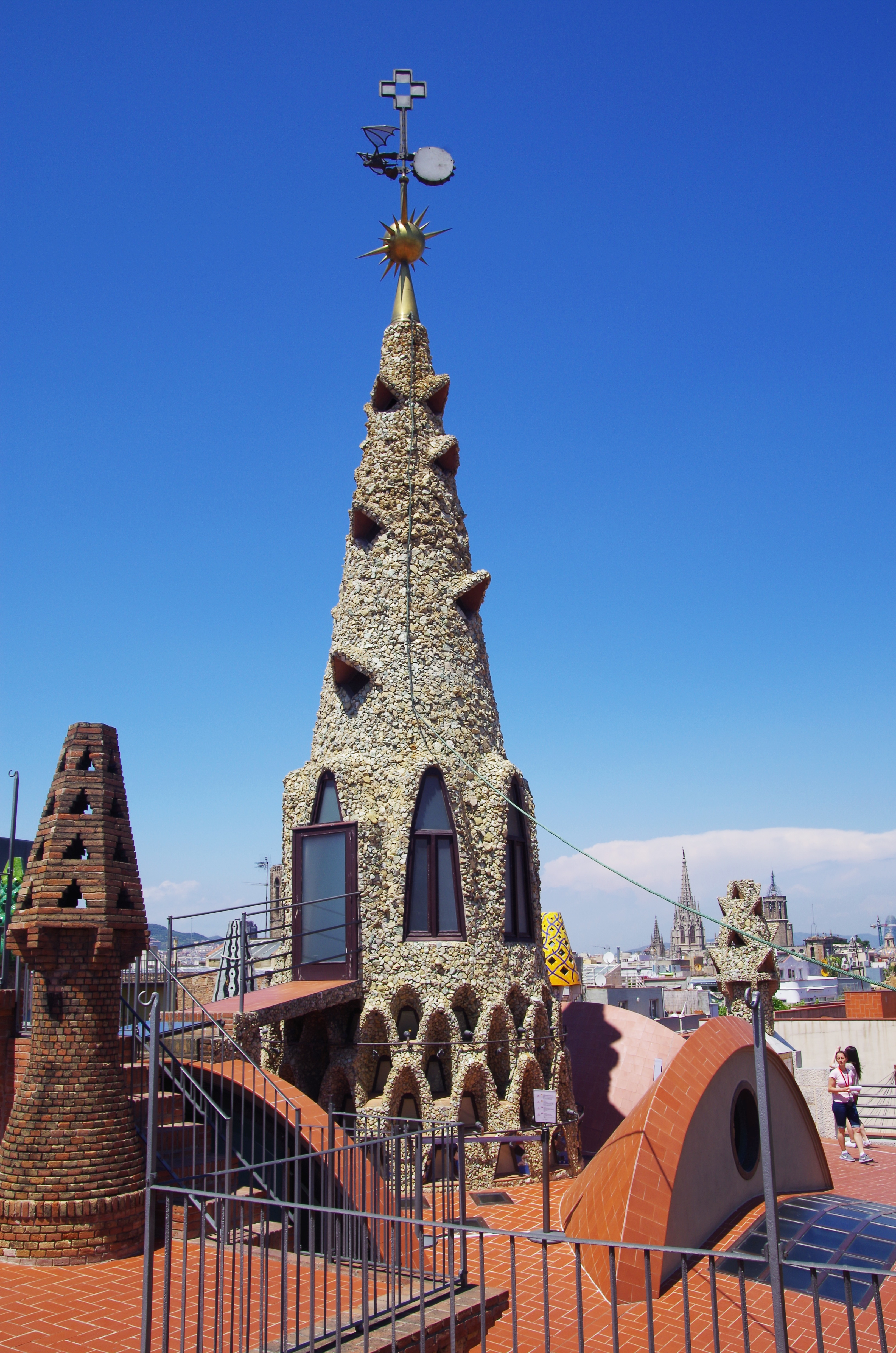
Lanterne, au-dessus de l'escalier d'accès à la terrasse, surmontée d'un soleil, d'une chauve-souris girouette et d'une croix grecque.
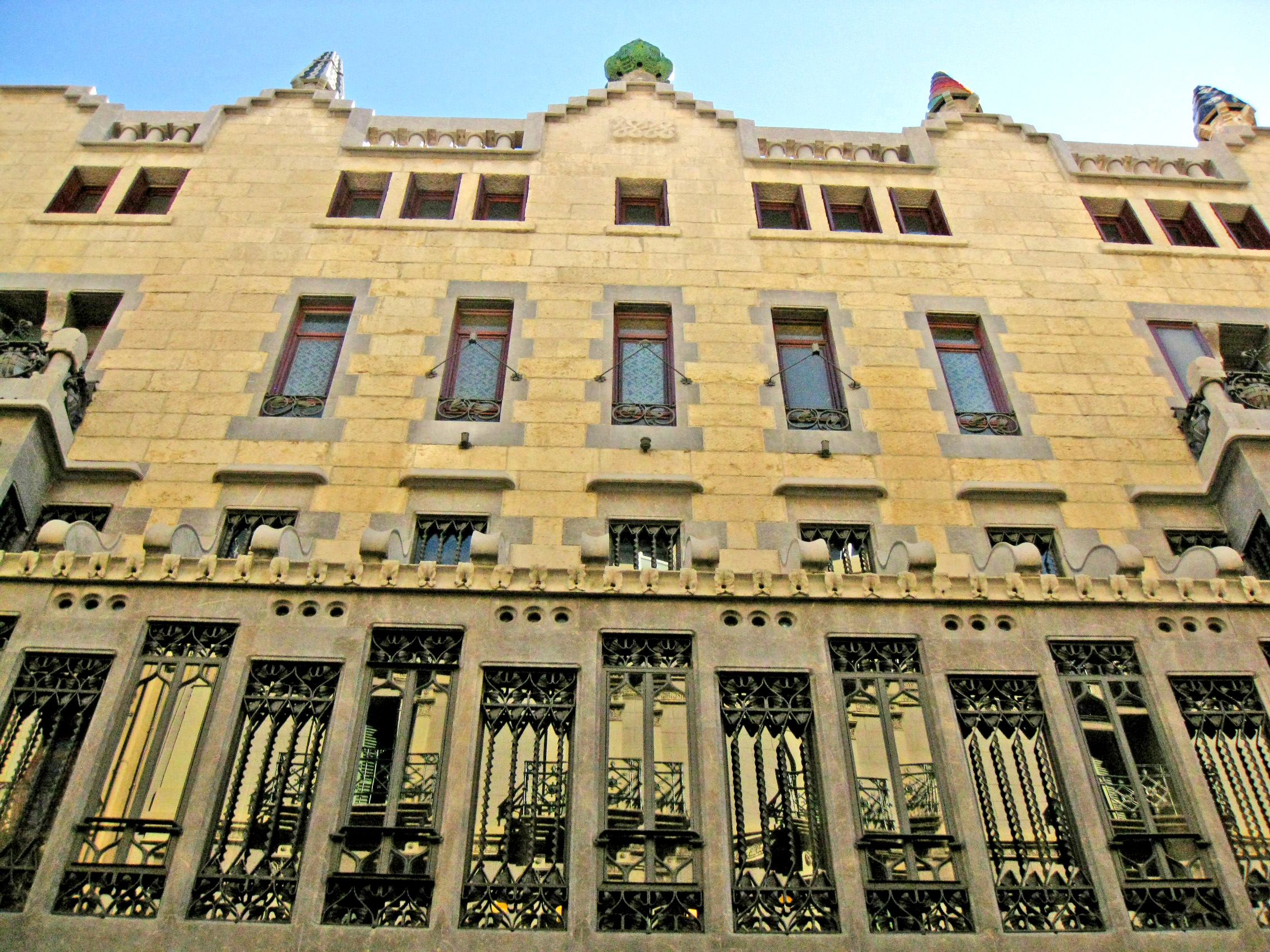
Arrière du bâtiment.
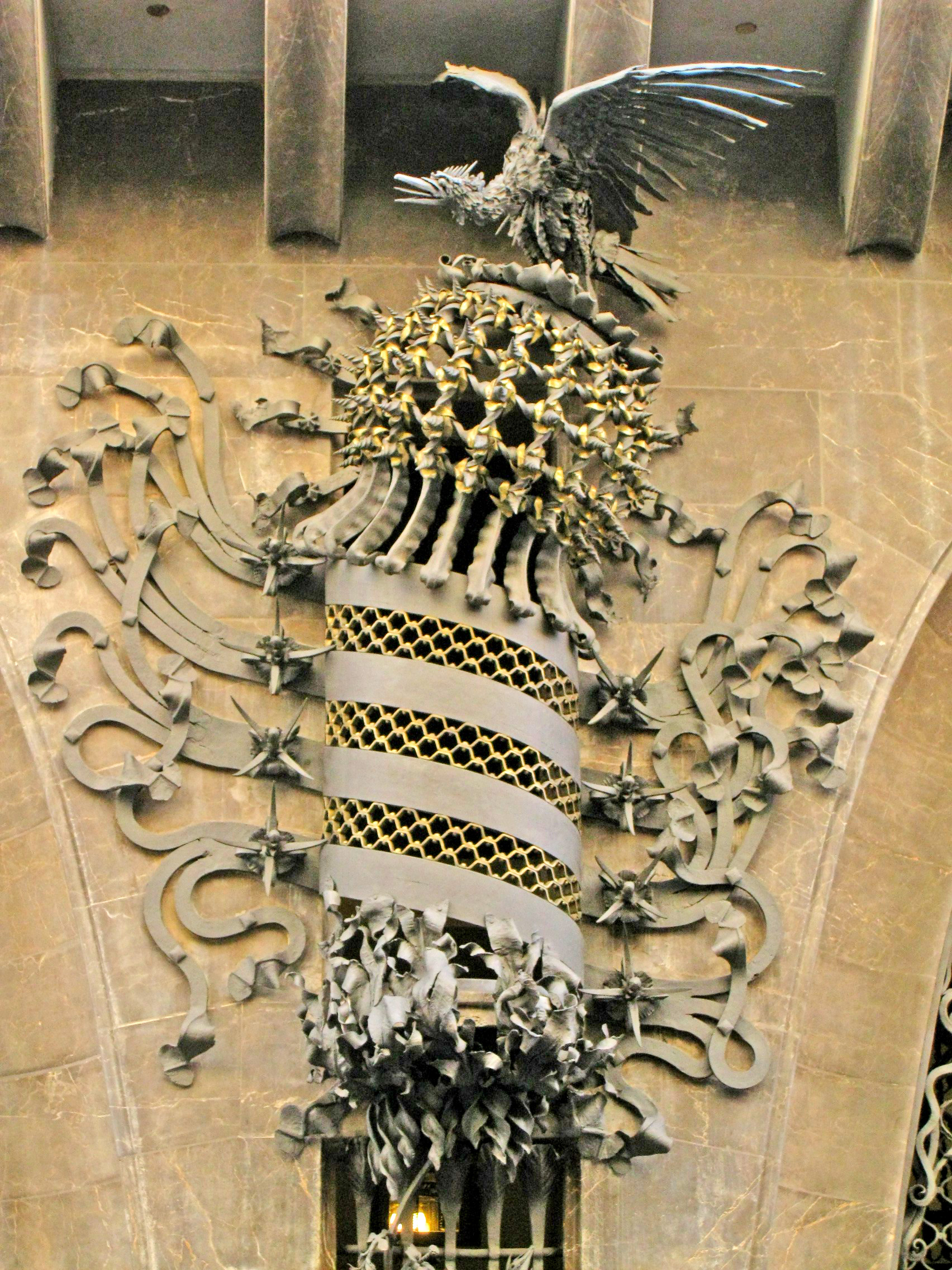
Le blason entre les portes évoque le drapeau catalan et le phénix qui le surmonte symbolise la renaissance de la littérature catalane.

### Cheminées

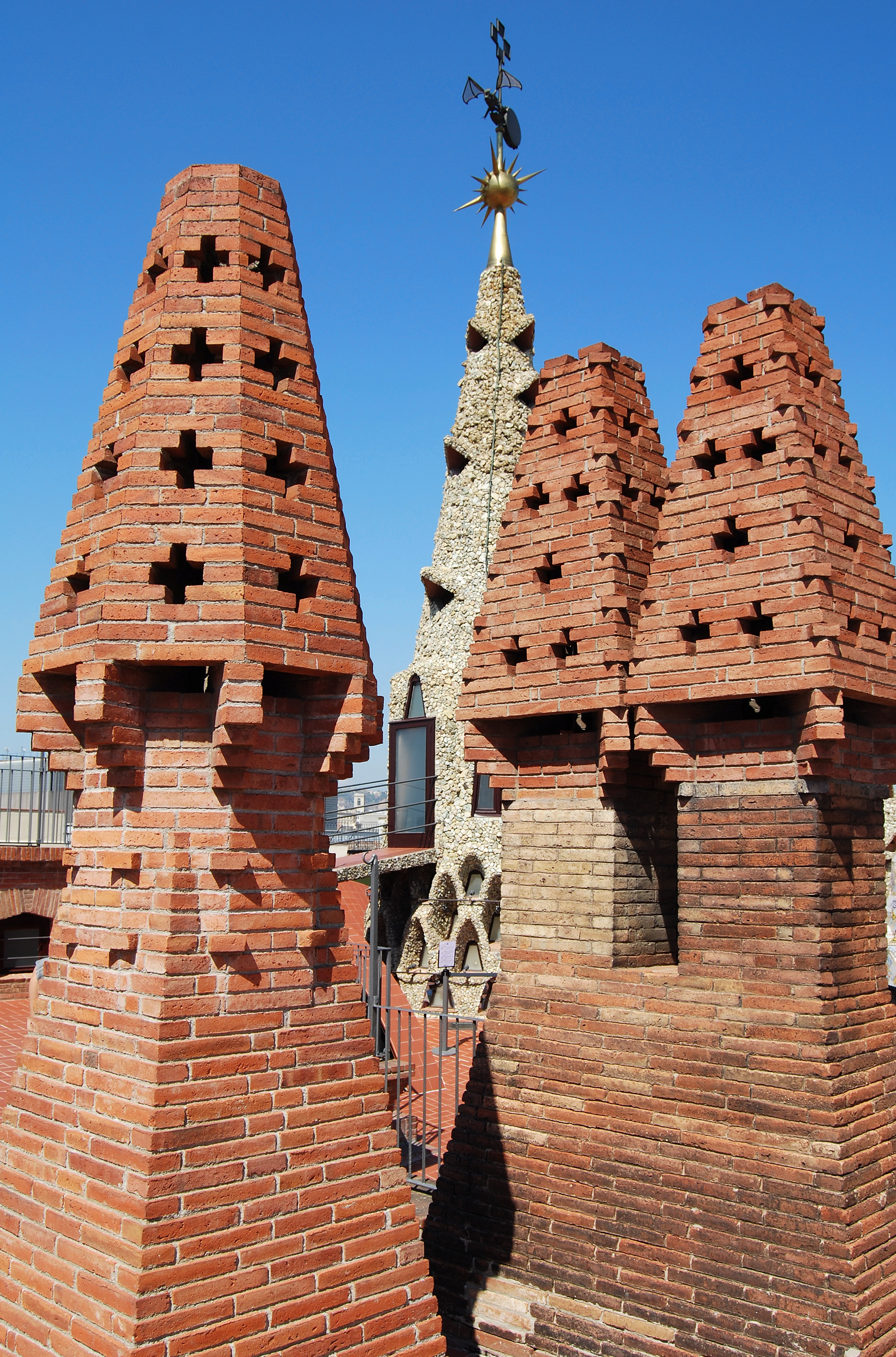
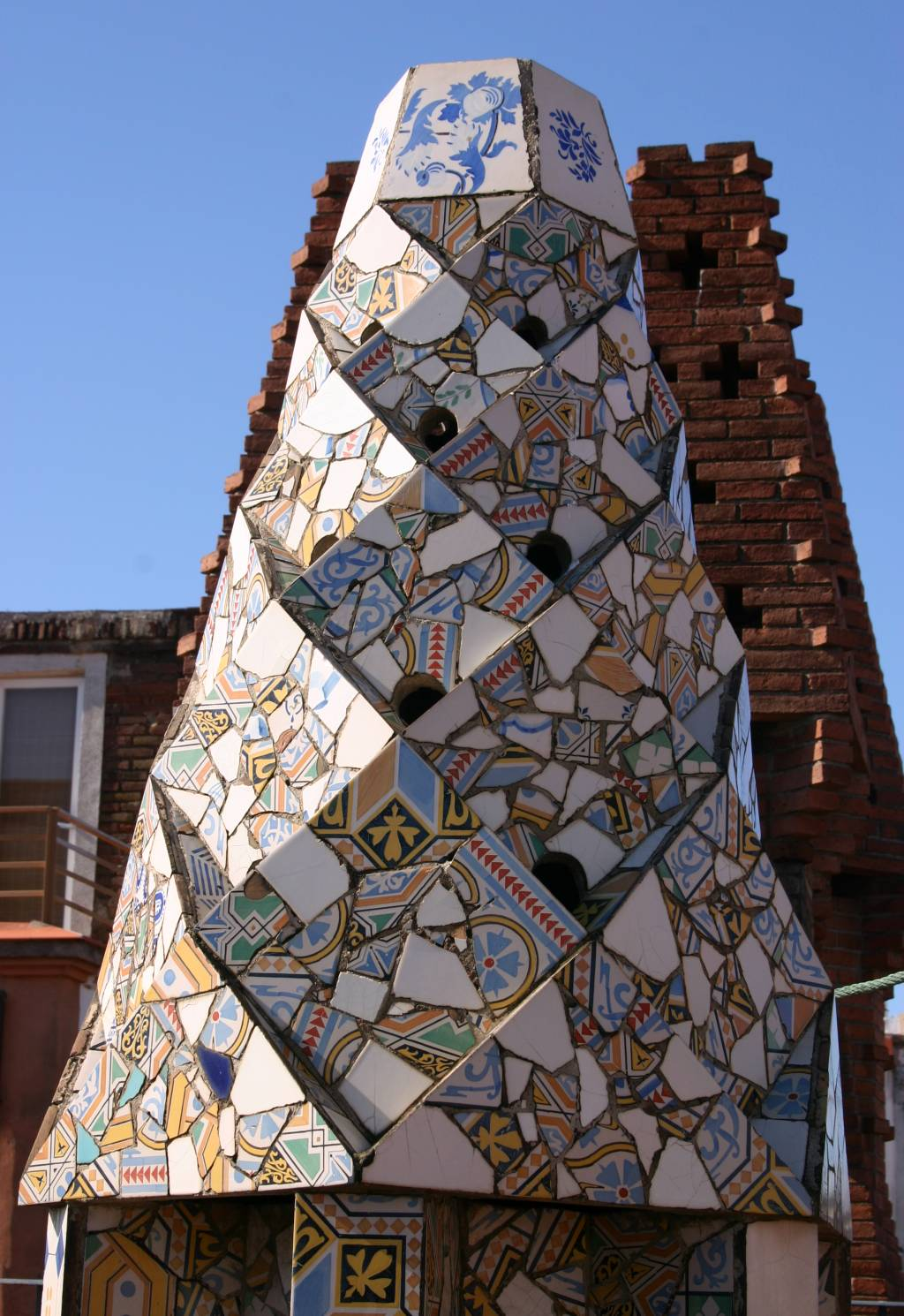
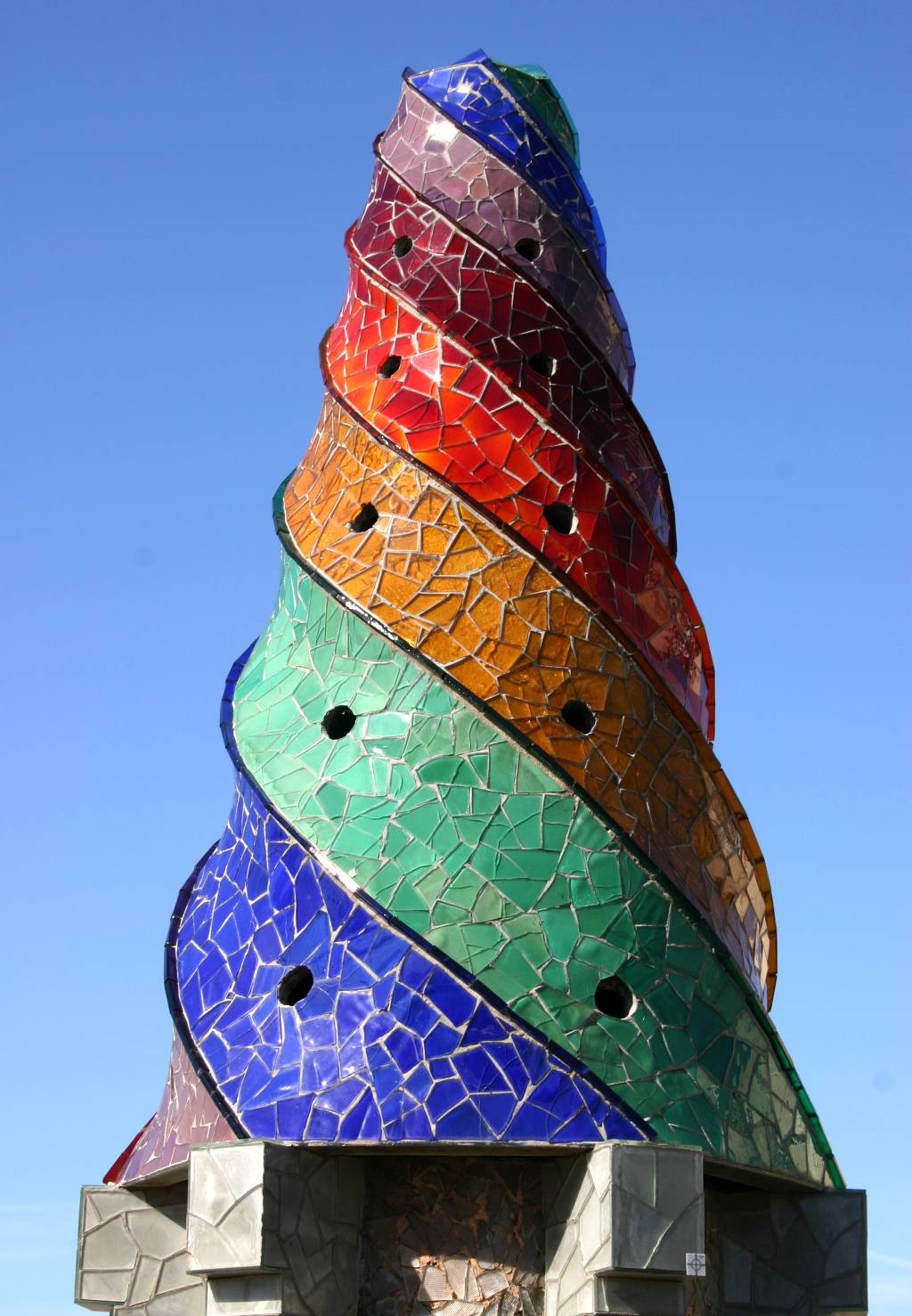
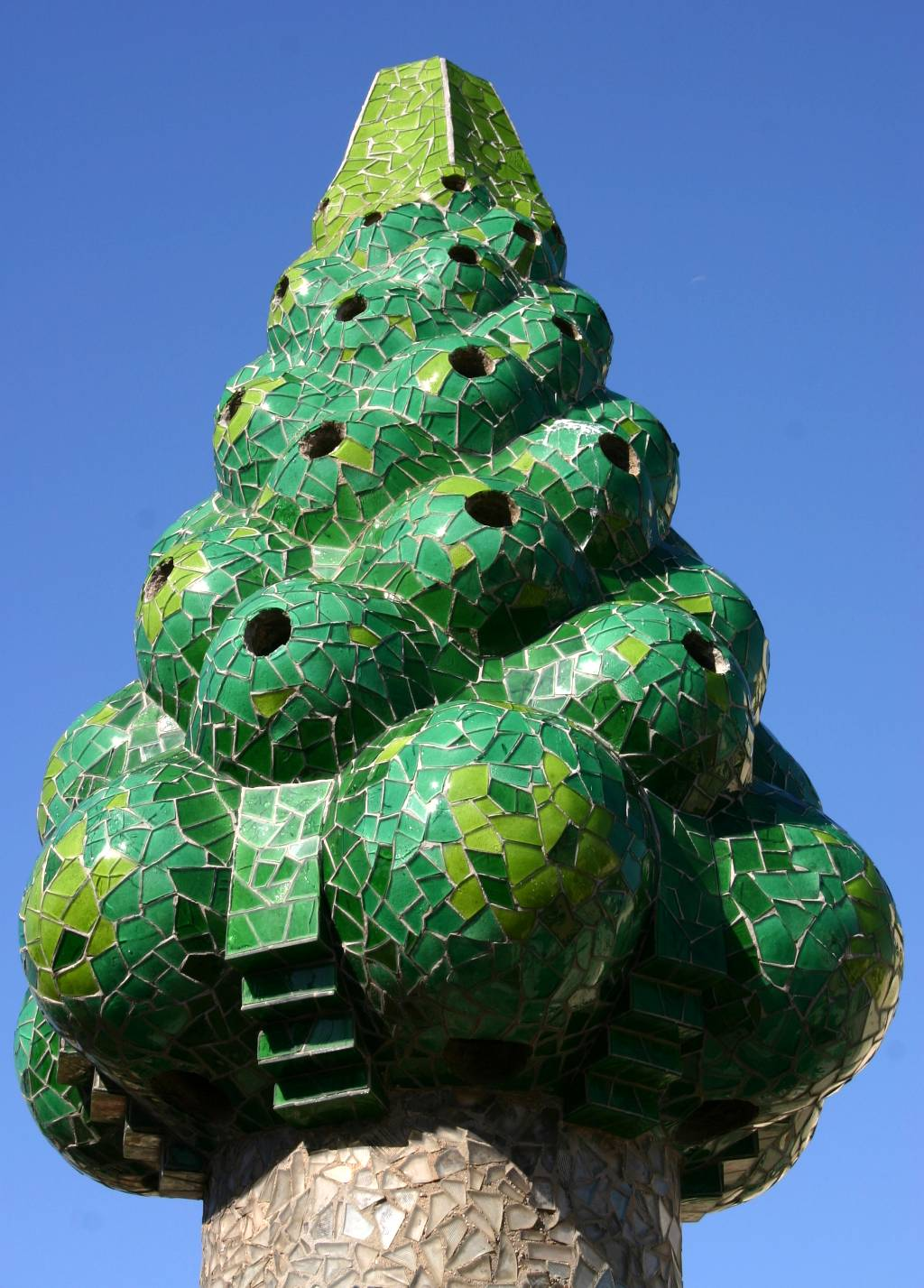
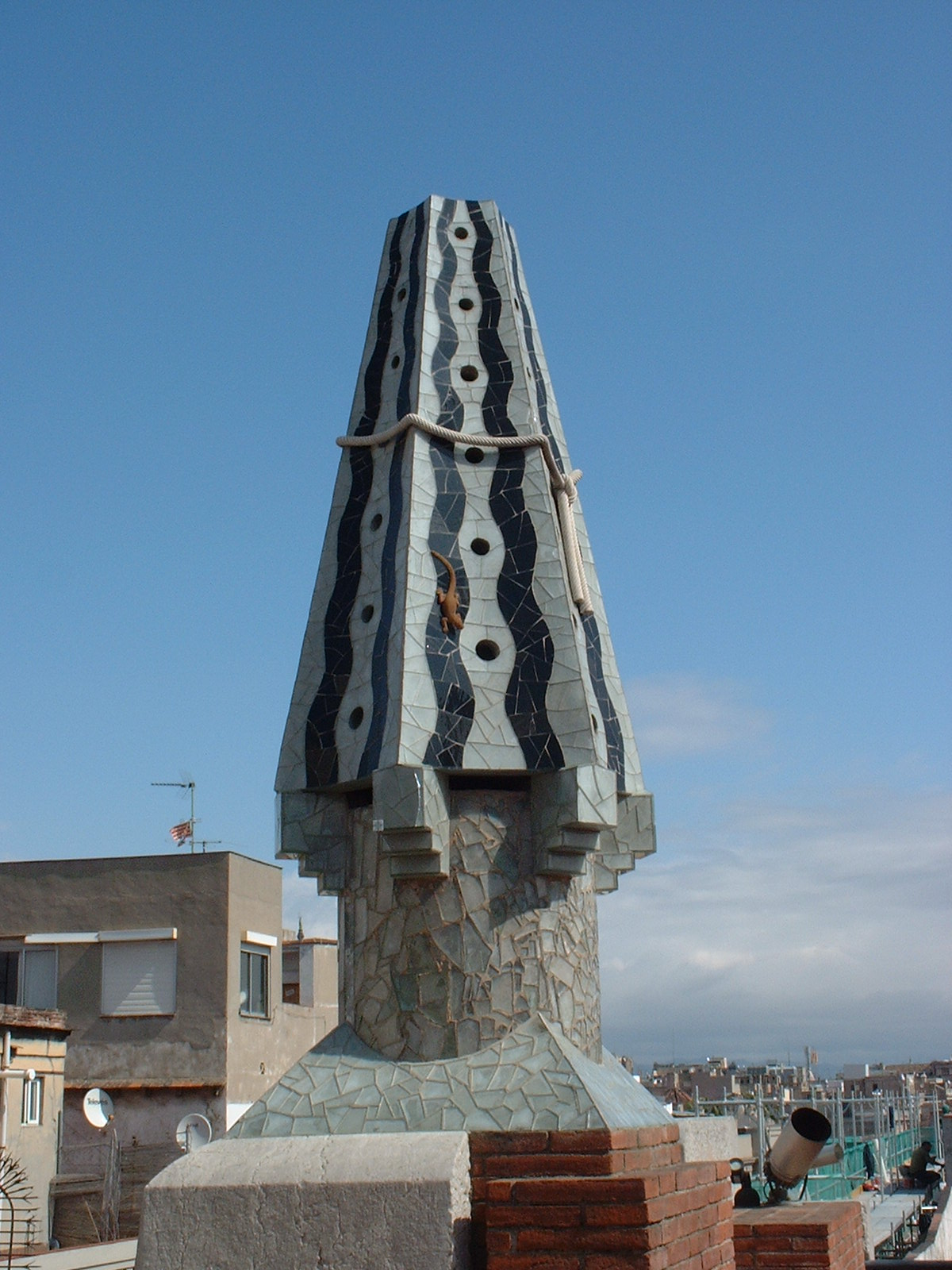
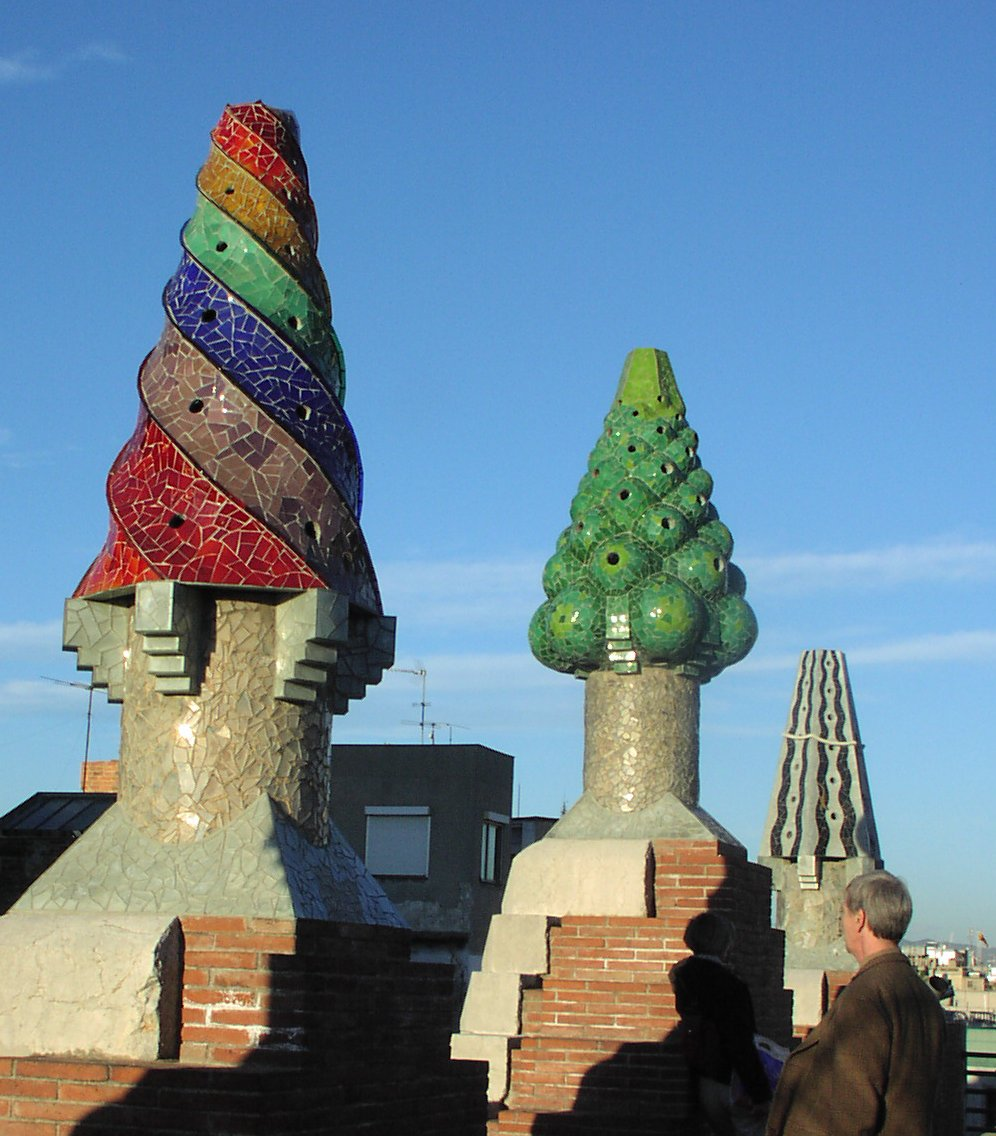
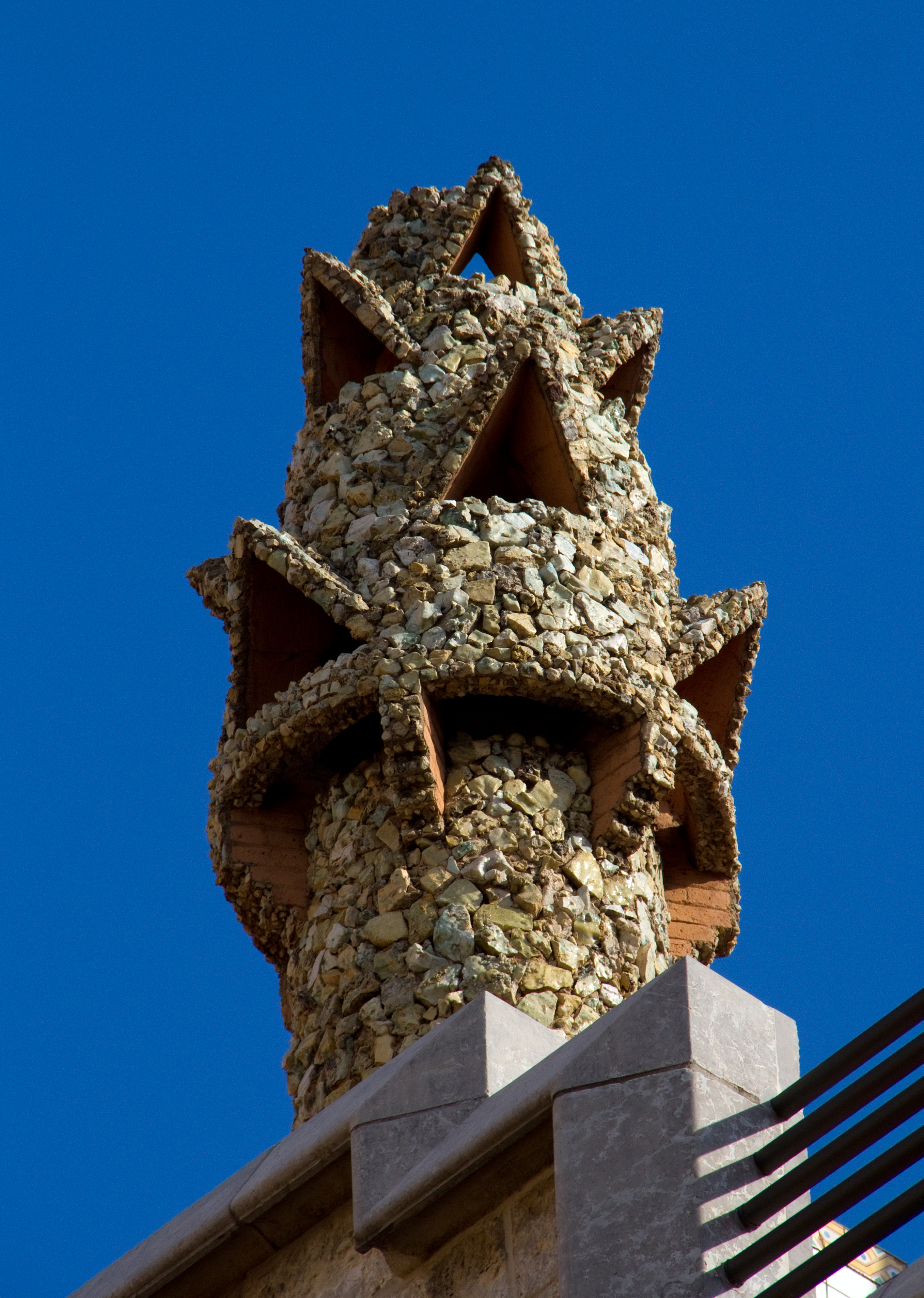
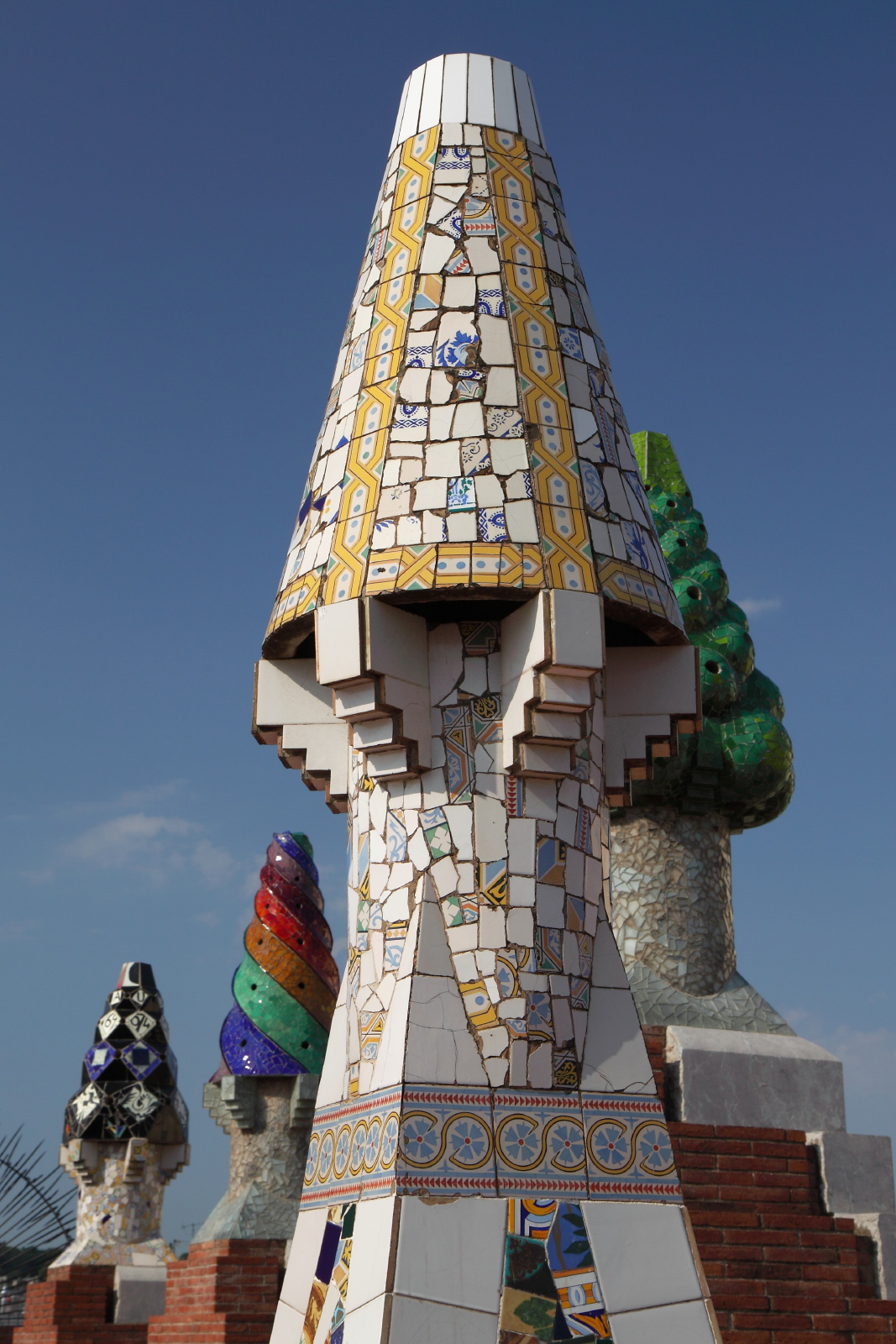
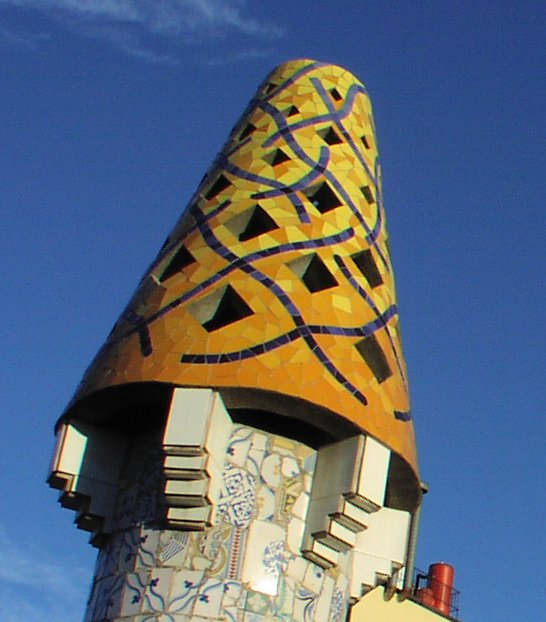
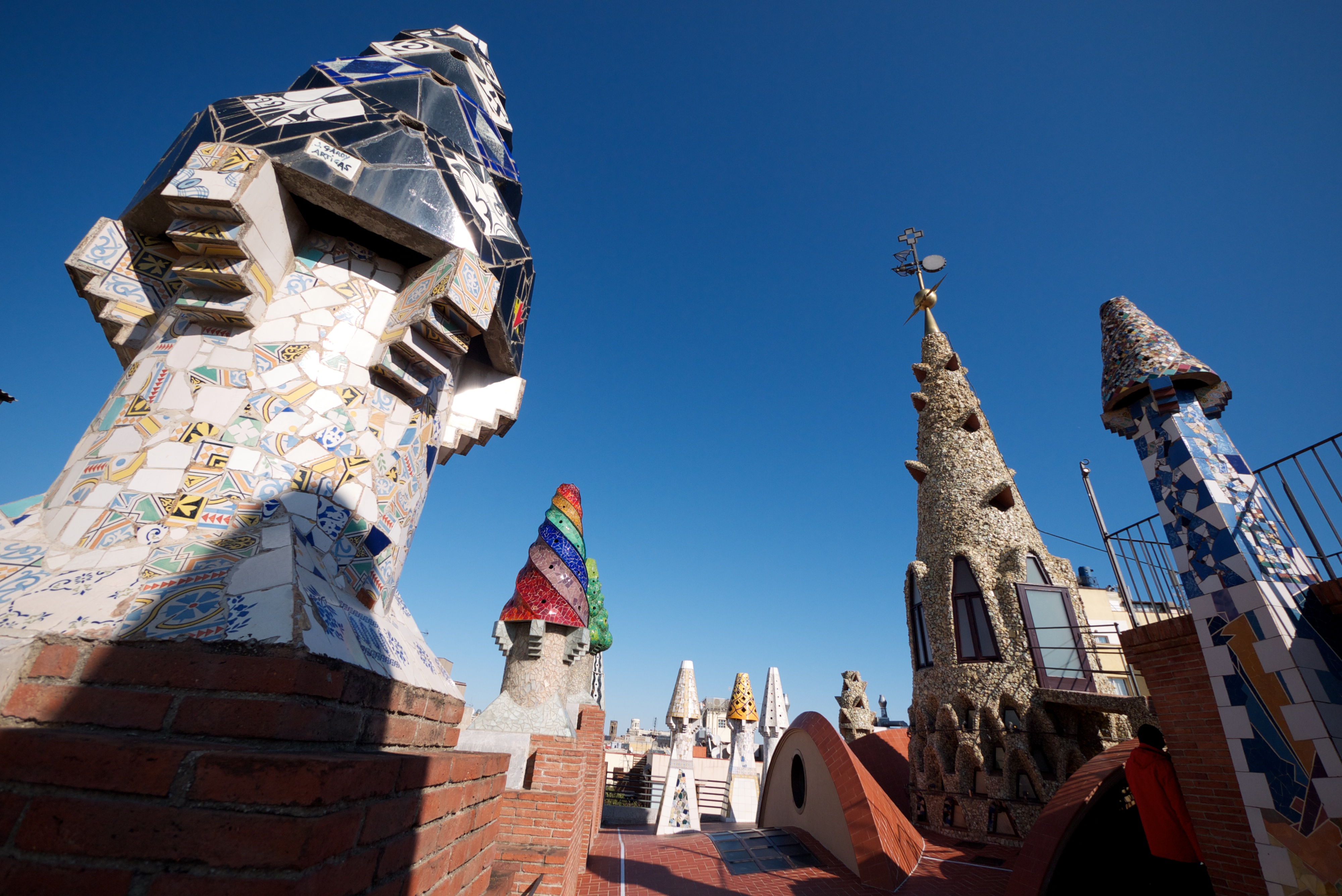

### Intérieur

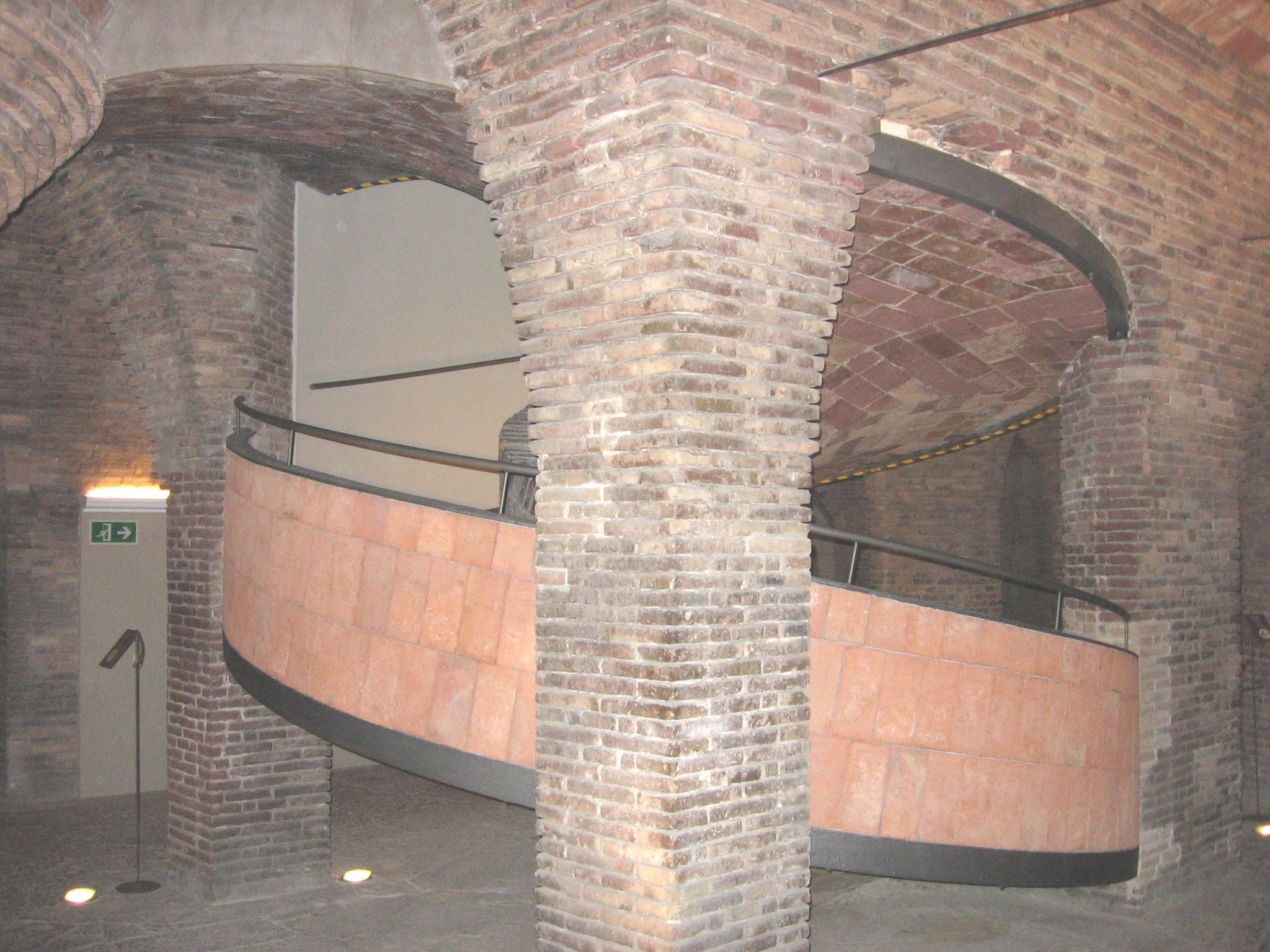
Escalier en colimaçon menant au sous-sol.
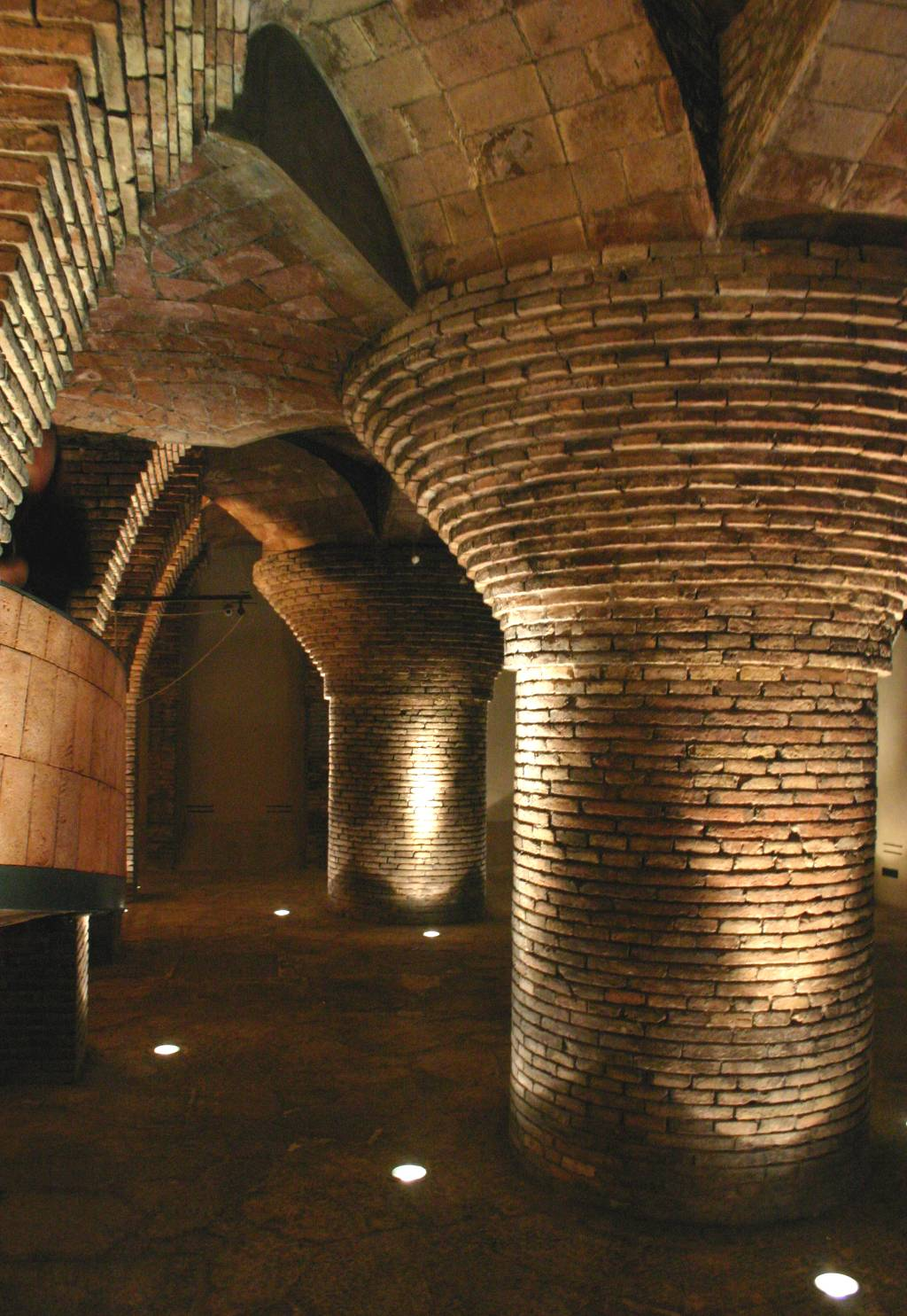
Les voûtes en sous-sol.
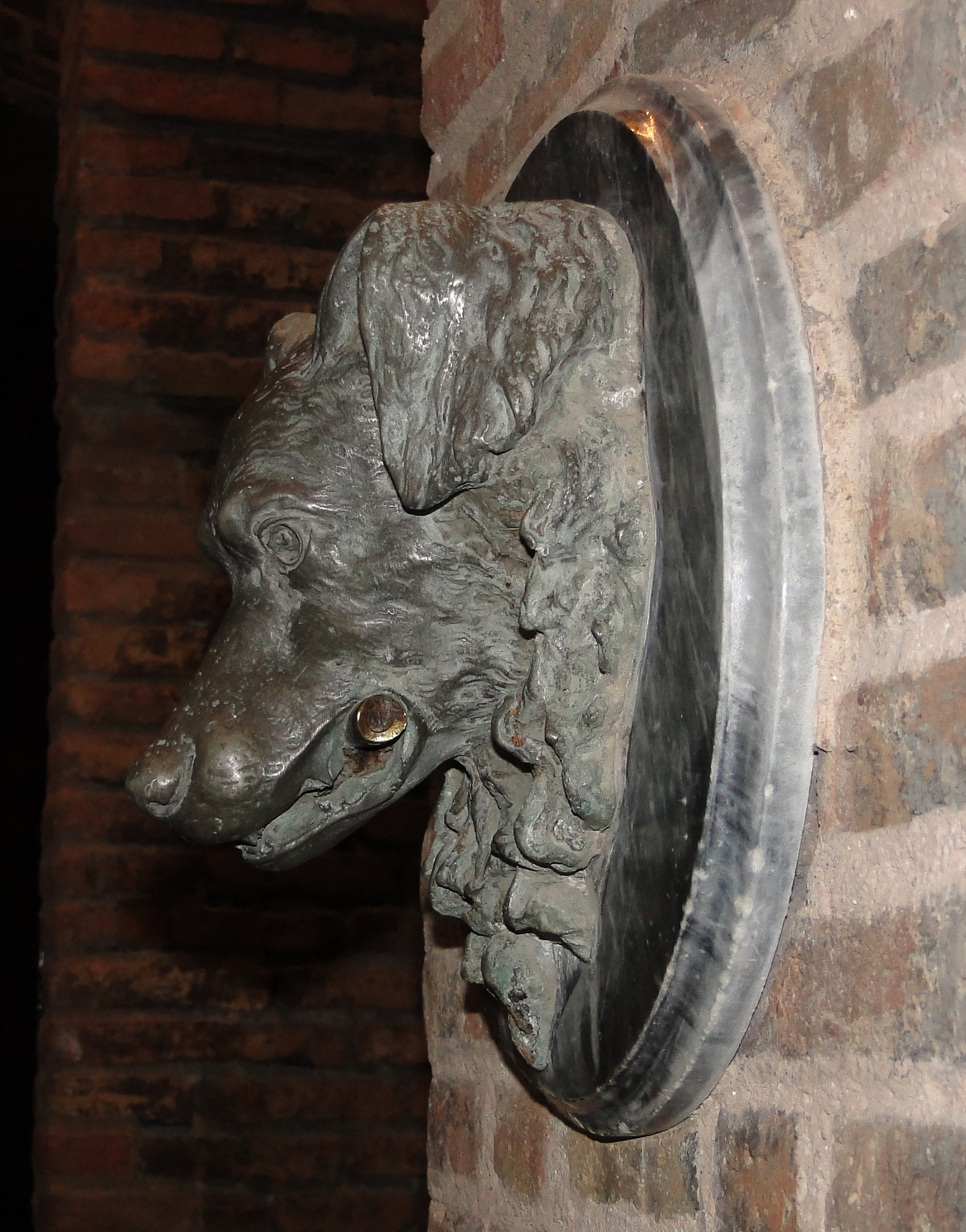
Point d'attache pour les chevaux en sous-sol.
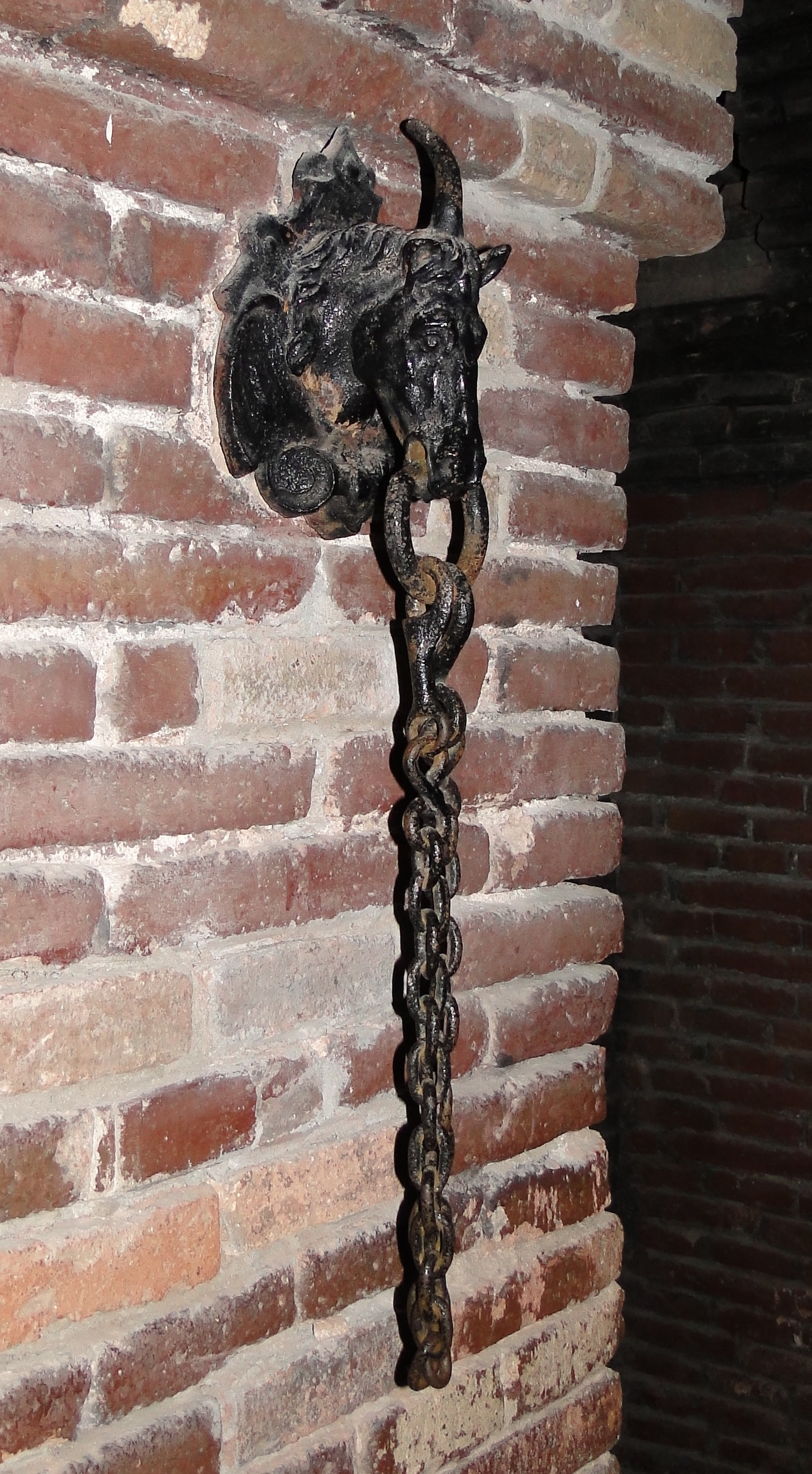
Autre point d'attache.
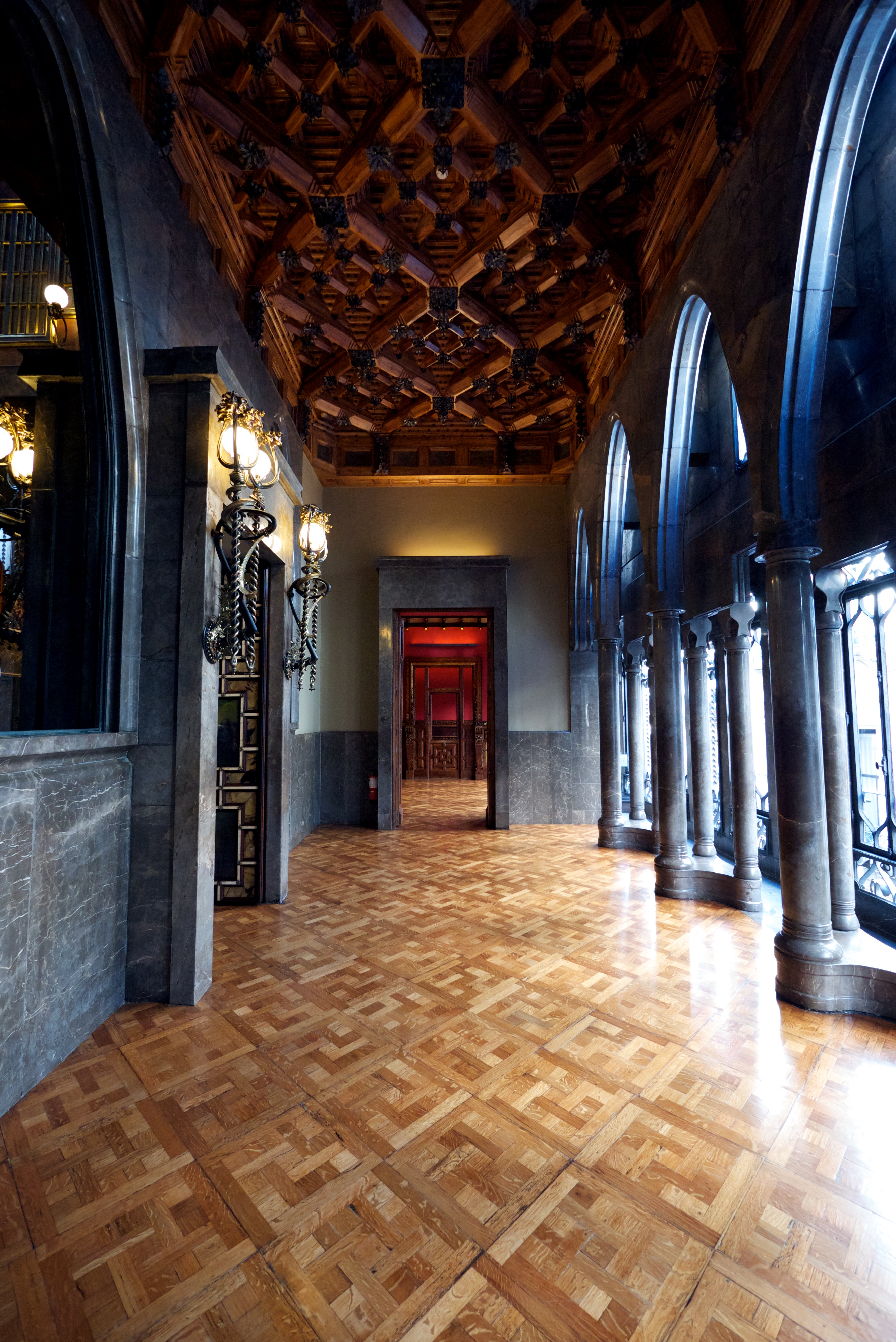
Salle des pas perdus.
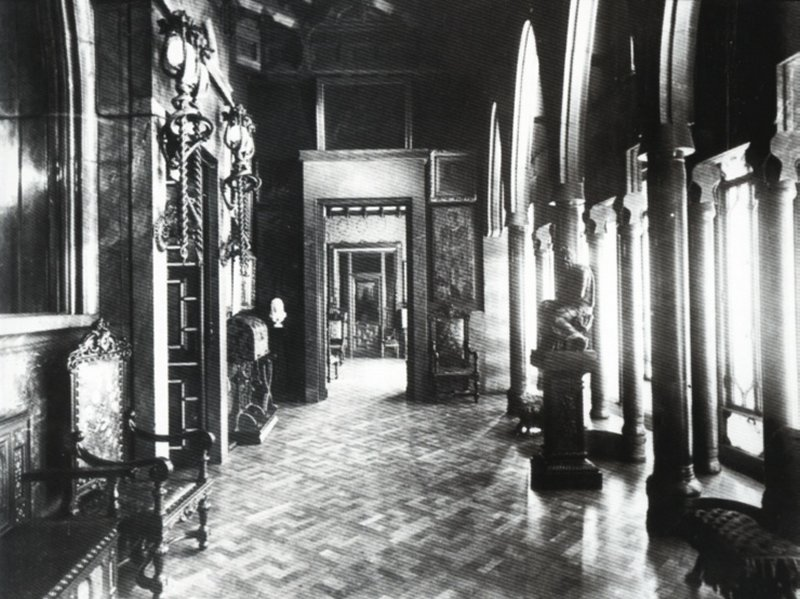
Salle des pas perdus en 1894.
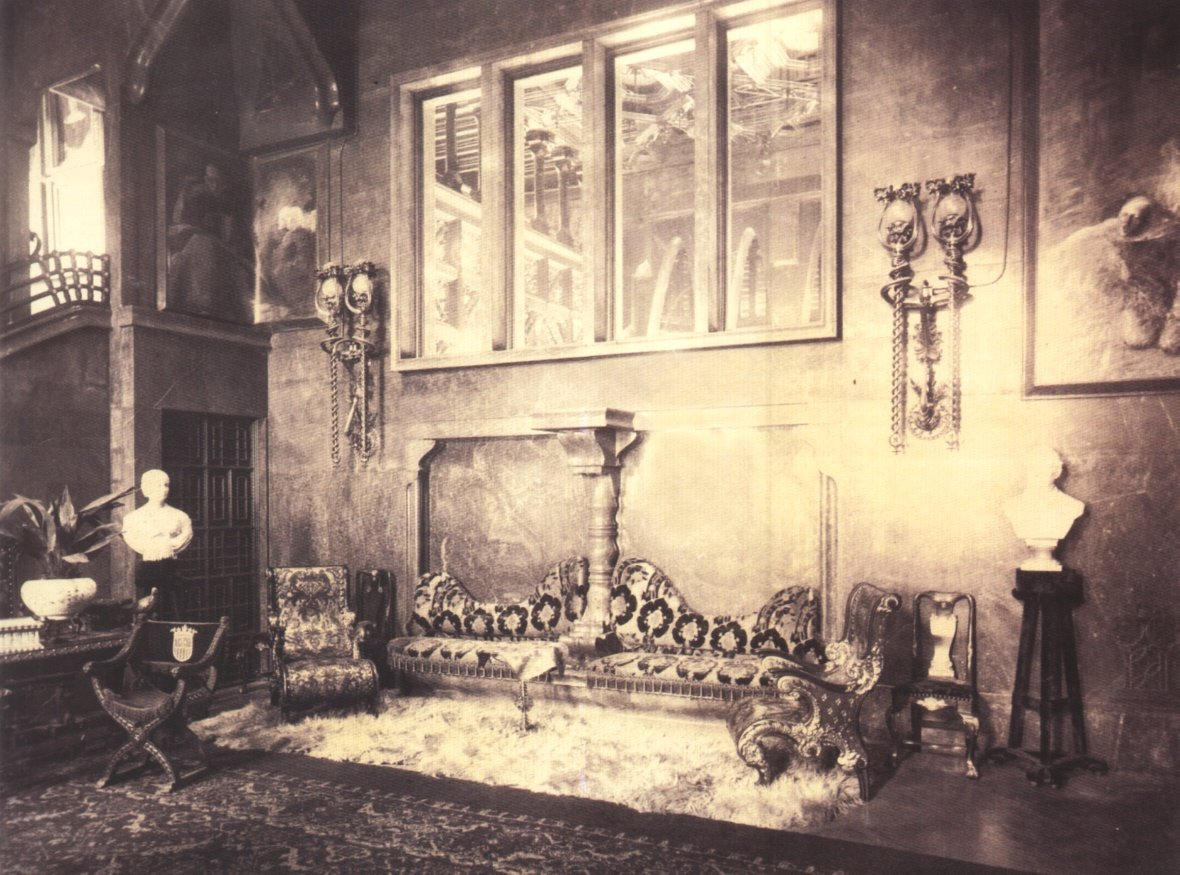
L'étage noble en 1892.
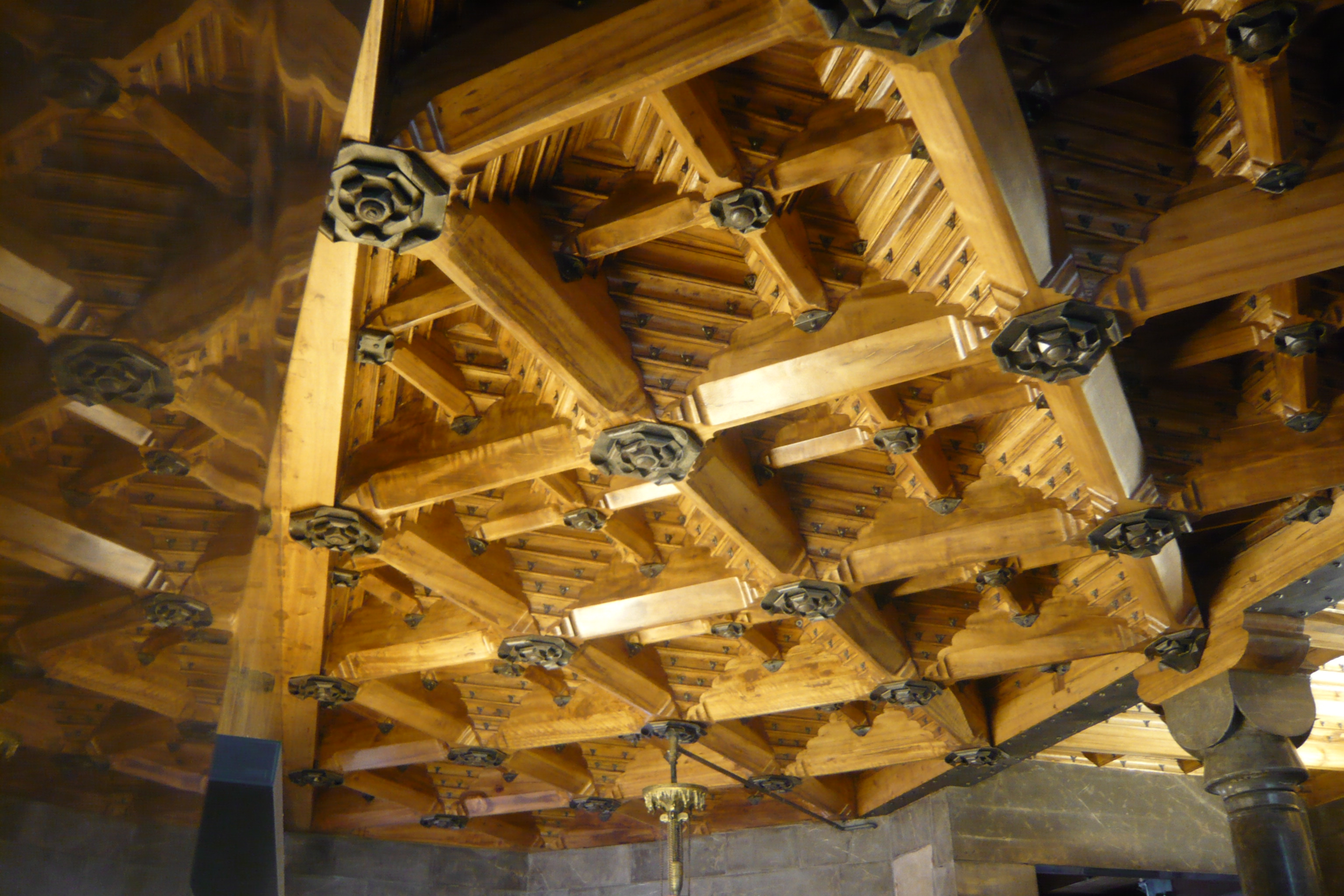
Plafond à caissons.
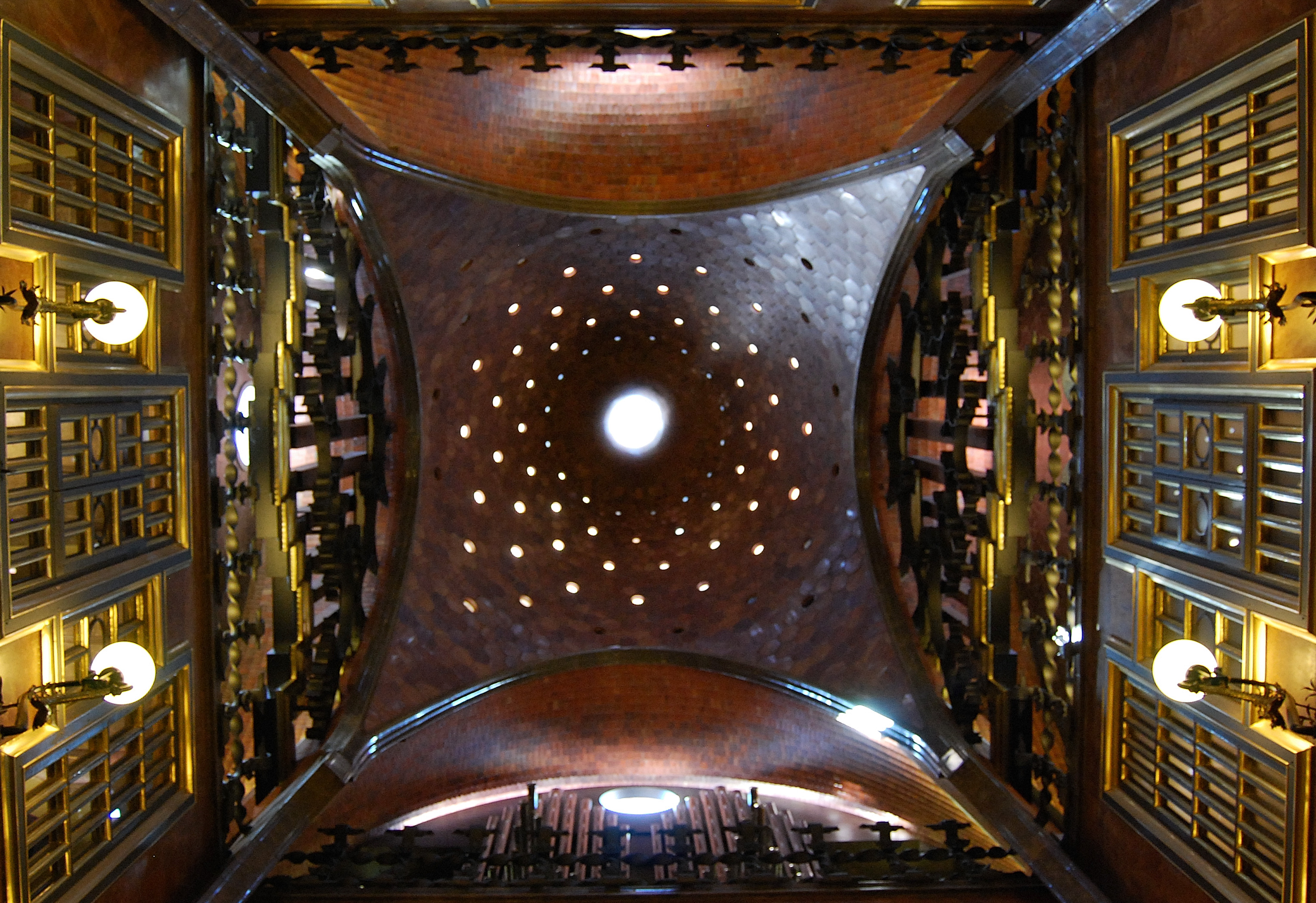
Coupole centrale.
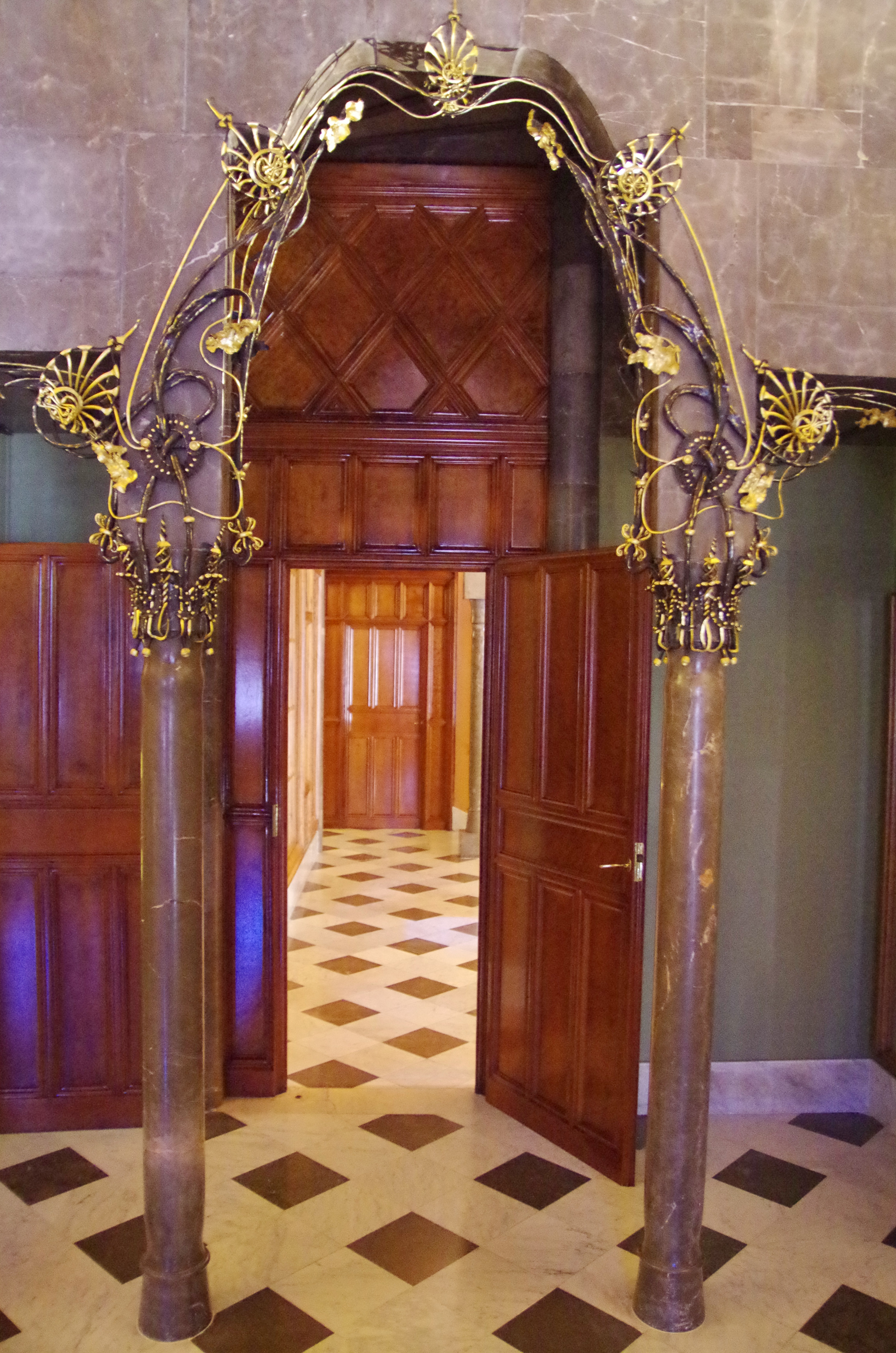
Portail intérieur.
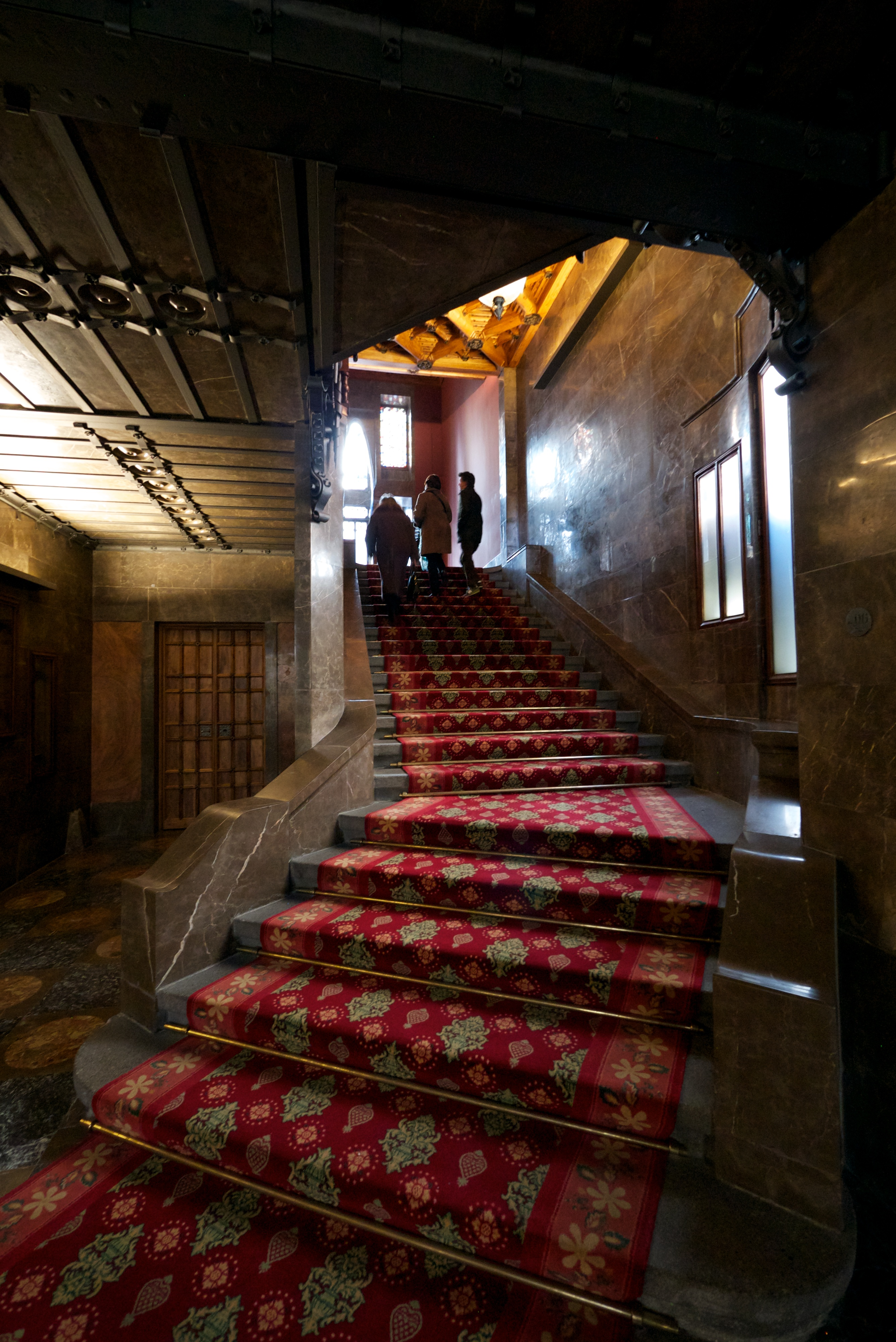
Escalier intérieur.
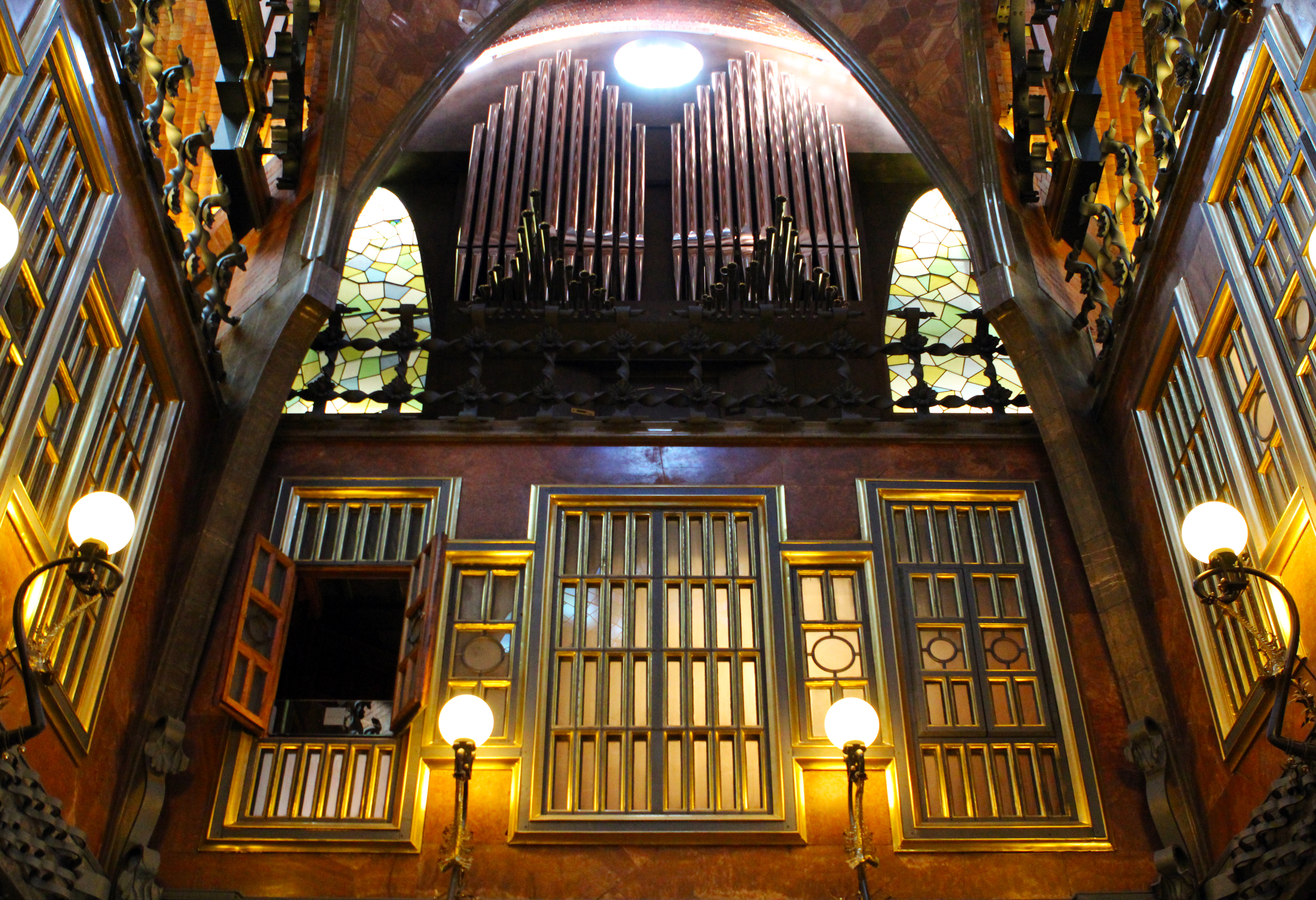
L'orgue.
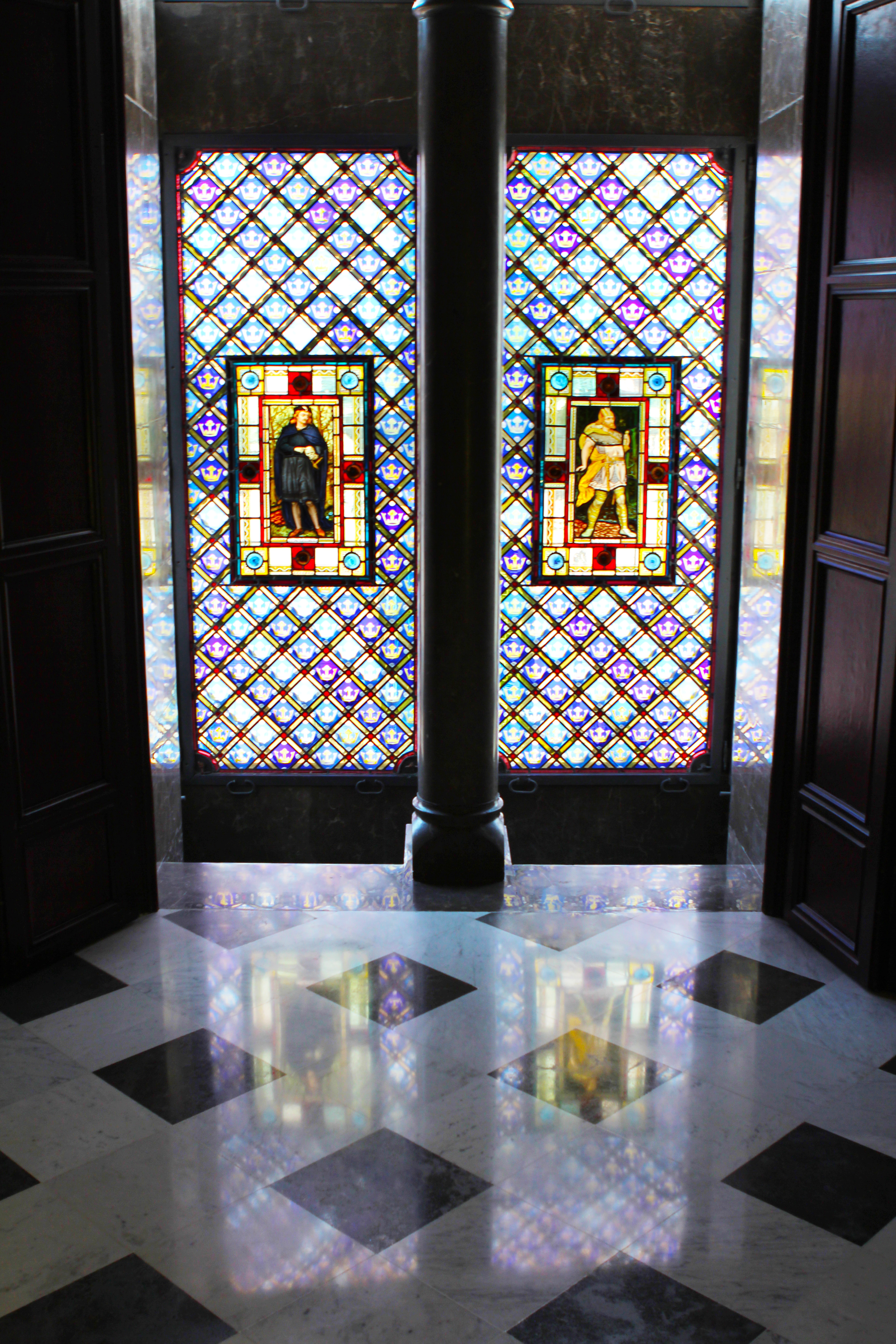
Vitraux représentant Hamlet et Macbeth, dessinés par Francesc Vidal i Jevellí.
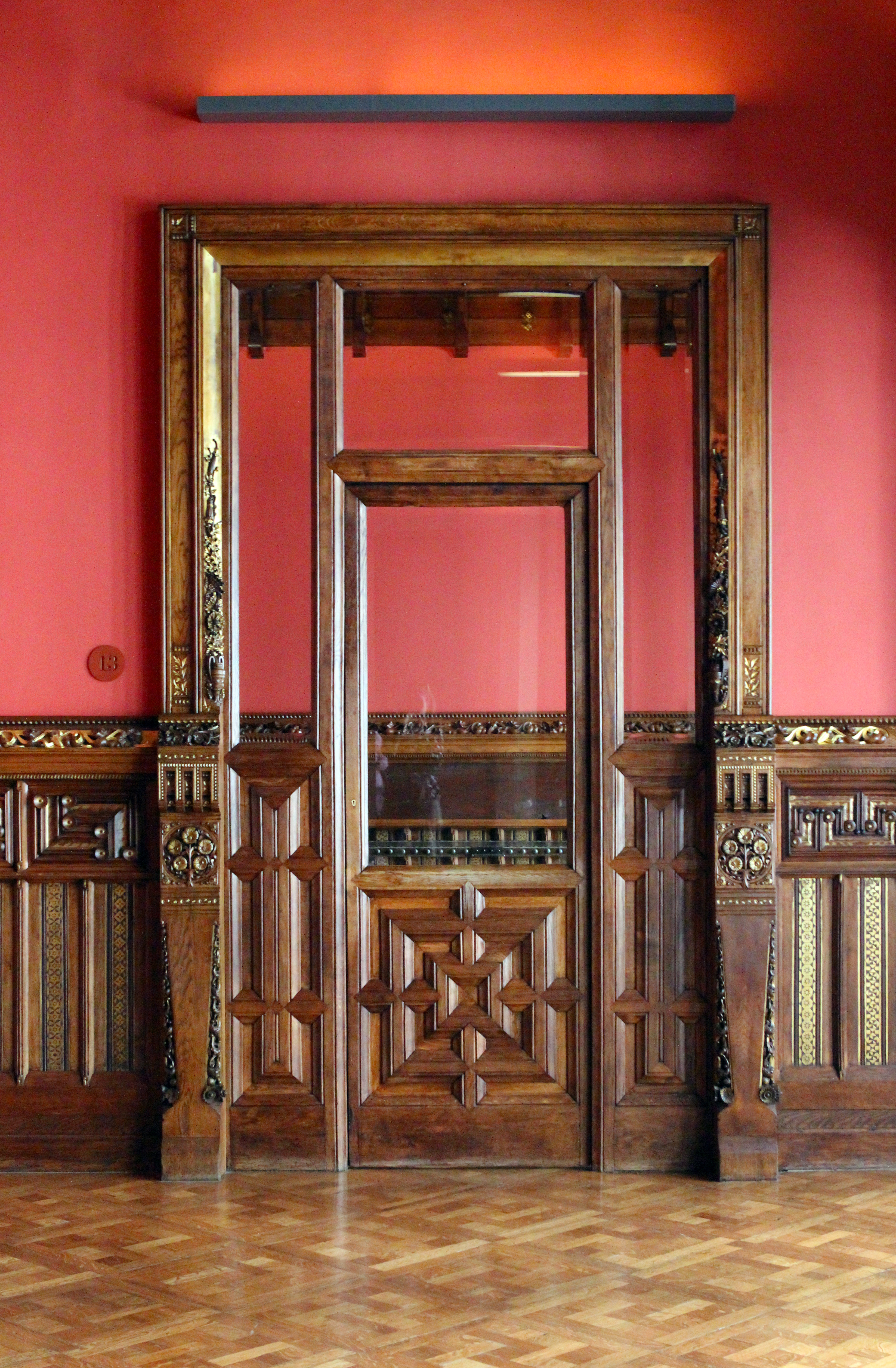
Porte intérieure dessinée par Eudald Puntí.
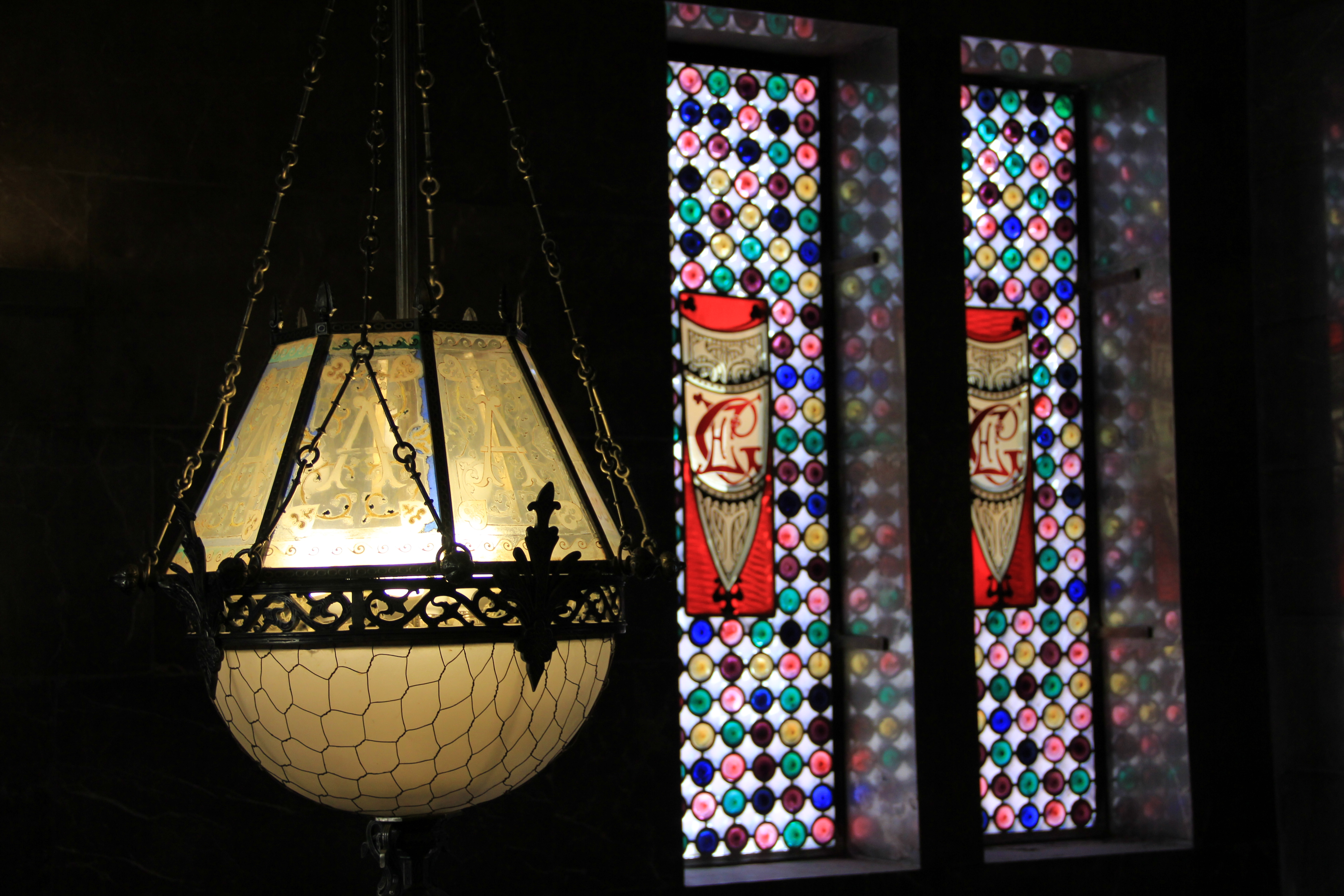
Vitraux et luminaire.
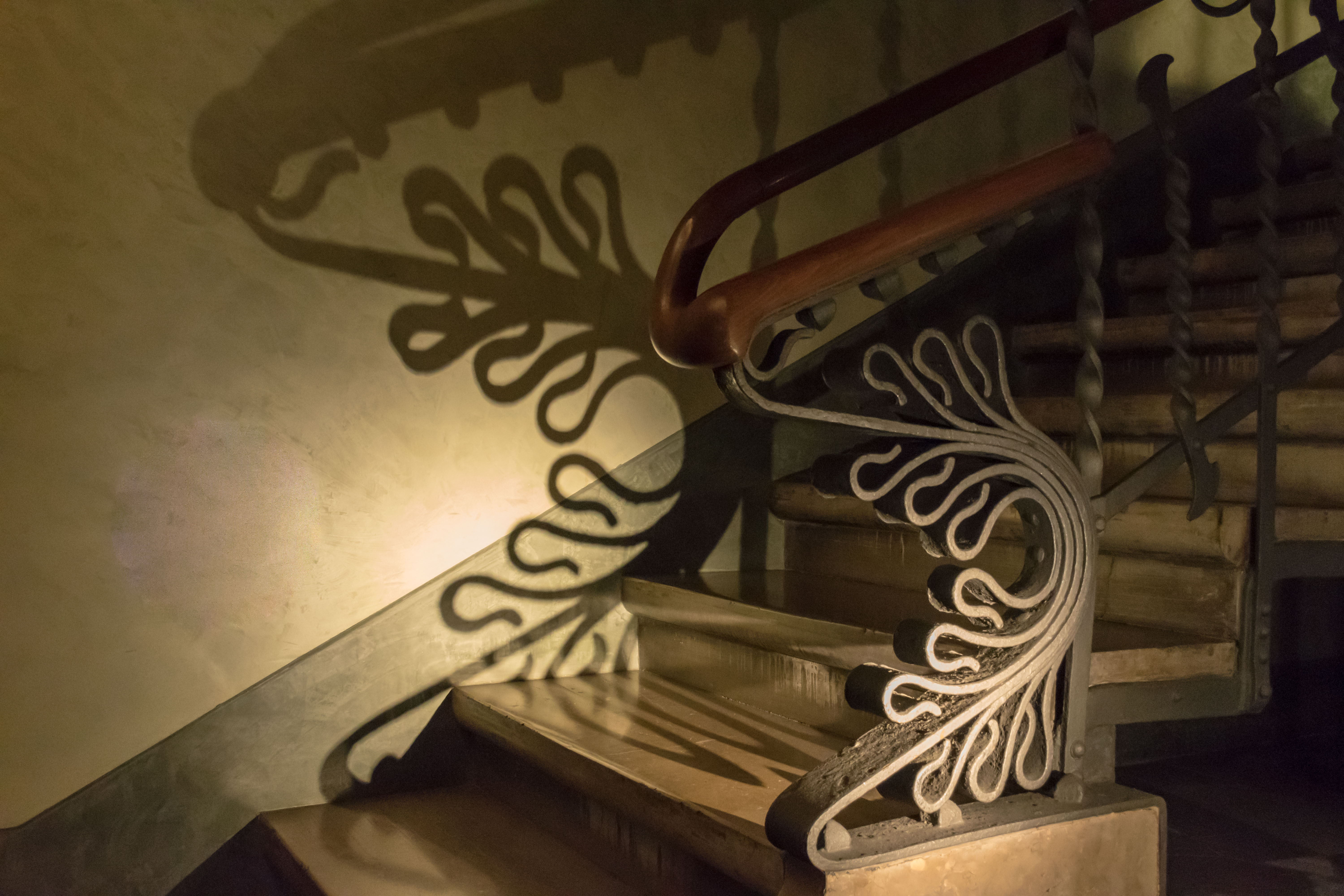
Escalier vers la sortie du palais Güell avec ombre projetée.